# -ismus
Das Suffix -ismus ist ein Mittel zur Wortbildung durch Ableitung (Derivation). Das entstandene Wort bezeichnet in der Regel eine Abstraktion, oft ein Gedanken- und Glaubenssystem, wie zum Beispiel eine Lehre, eine Ideologie bzw. Weltanschauung oder eine Religion, aber auch einen gesellschaftlichen Zustand oder ein künstlerisches Genre. Es kann sowohl an Substantive (Alkohol-, Putsch-) angefügt werden als auch an Adjektive (sozial-, extrem-), Aus diesen Substantiven mit dem Suffix -ismus können Adjektive mit dem Suffix -istisch gebildet werden.
Wörter mit dem Suffix -ist bezeichnen häufig eine Person, die Anhänger eines -ismus ist (z. B. Sozialist oder Feminist) oder eine dem -ismus entsprechende Einstellung oder Geisteshaltung hat, z. B. Pazifist, Optimist.
Im Gegensatz zu vielen anderen Suffixen sind die Suffixe „-ismus“ und „-ist“ in der deutschen Sprache der Gegenwart noch produktiv. Neue Wörter entstehen nach Bedarf.

## -ismusund-istikals Suffix
Die beiden aus dem Griechischen stammenden Endungen -ismus (aus der Endung der Verben auf -izein gebildet: „auf eine bestimmte Art handeln, vorgehen“, latinisiert zu ursprünglich -ισμός -ismós, substantivisch) und -istik (von -ιστική -istikḗ, adjektivisch) werden oft gleichwertig gebraucht. Doch weisen die Wörter, die auf „-ismus“ enden, mehr auf eine Tendenz, Richtung, auf eine Übersteigerung oder (oft extreme) Geisteshaltung hin, während sich die Wörter auf „-istik“ mehr auf die Erscheinung, die Äußerungsform oder ein erlernbares Fach beziehen. 

## Bedeutungen
Bei vielen Begriffen mit der Nachsilbe -ismus handelt es sich um Begriffe für Meinungen, Lehren, Schulen und Ideen (Beispiele: Kapitalismus, Liberalismus, Sozialismus, Militarismus, Anarchismus, Dualismus).
Eine große Anzahl dieser Begriffe leiten sich zunächst von wissenschaftlichen Theorien und Hypothesen ab, die zwar unter den entsprechenden Fachwissenschaftlern nicht allgemein anerkannt sein müssen, die sich aber der wissenschaftlichen Methodik bedienen, sich einer wissenschaftlichen Diskussion aussetzen, und dadurch wandlungs- und ausbaufähig entsprechend dem Zuwachs an Erkenntnis und den technischen Möglichkeiten sind. Diese Meinungen können aber auch das Ergebnis einer unkritischen Entwicklung einer Idee sein, die ungenau oder gar nicht überprüft oder irrational begründet wird.

### Ismenals neutrale Begriffe
Eine neutrale Bedeutung kommt Begriffen wie Organismus, Superorganismus oder Mechanismus zu, die zur Klassifizierung und Zuordnung verwendet werden. Der Atavismus ist ein Fachbegriff, der ein biologisches Phänomen definiert. Deshalb gibt es hierzu auch keinen Begriff für einen „Vertreter“ des Atavismus (also einen „Atavisten“), sondern nur das Adjektiv „atavistisch“.

### Ismenals Geisteshaltung/Lebenseinstellung sowie Weltanschauung
Ebenfalls ohne dogmatischen Einschlag, wenn auch mit der Bedeutung der grundlegenden, verallgemeinernden Einstellung verknüpft, sind Pessimismus, Idealismus, Radikalismus, Zynismus (hier auch: Zyniker und zynisch statt „Zynist“ und „zynistisch“). Daraus folgen gewöhnlich keine diskriminierenden Praktiken in Form von Äußerungen, Verhalten, Taten, Regelungen usw.
Andere Lebenseinstellungen, Weltanschauungen, bzw. Geisteshaltungen, die manchmal unbewusst sind,  führen zu Diskriminierungen gegen unterschiedliche Bevölkerungsgruppen (Rassismus, Alltagsrassismus, Ethnozentrismus, Antisemitismus, Antiziganismus, Sexismus, Heterosexismus, Ableismus, Lookismus, Adultismus, Klassismus, Audismus). Solche Diskriminierungen bilden einen festen semantischen Bestandteil dieser Ismen. Manche davon haben ihre entsprechenden Anti-Ismen, worin bestimmte Maßnahmen zur Verringerung der diskriminierenden Praktiken und Einstellungen zusammengefasst werden: Antirassismus, Antisexismus.
Antiemanzipatorische Anti-Ismen sind beispielsweise der Antifeminismus sowie der Anti-Speziesismus.
Eine meist negativ bewertete extreme, intolerante Geisteshaltung verbirgt sich hinter Begriffen wie Fundamentalismus, Fanatismus und Extremismus. Diese sind eindeutig negativ belegt, ohne dass hiermit bereits ein bestimmter Gegenstandsbereich festgelegt wird. Erst durch Zusätze erhalten sie eine inhaltliche Bedeutung, z. B. christlicher, hinduistischer oder islamischer Fundamentalismus.

### Ismenmit herabsetzender Bedeutung
Aus der grundsätzlichen Ablehnung von Ideologie, Dogma, Unbeweglichkeit und Starrsinnigkeit, die mit vielen Ismen assoziiert worden sind, ergeben sich auch zumindest in der heutigen Wortbedeutung herabsetzende Begriffe: Dilettantismus („dilettieren“ hatte früher eine durchaus positive Bedeutung im Sinne von „Kunst oder Wissenschaft betreiben, ohne dafür an einer Universität ausgebildet zu sein“, dilettantisch bedeutet also ursprünglich „durch Selbststudium gelehrt, erfahren, bewandert, fähig“). Grundsätzlich ist für jeden Wissenschaftler, der eine offene und freie Diskussion seiner Ideen bevorzugt, eine Herabsetzung, als Anhänger eines -ismus zu gelten, ein X-ist, oder x-istisch zu sein.

### Ismenals Dogmata
Die hiervon abgeleiteten Ismen sind im Gegensatz zu einer wissenschaftlichen Theorie starr und nicht wandlungsfähig, sie verharren auf dem einmal angenommenen Erkenntnisstand. Die Meinungen bzw. Aussagen werden auch auf Lebensbereiche ausgedehnt, die mit der ursprünglichen Wissenschaft nichts mehr zu tun haben.
Häufig behaupten Ismen Teilwahrheiten für die gesamte Wirklichkeit und widersprechen sich so letztlich selbst. Beispiel: Wenn der (erkenntnistheoretische) Relativismus behauptet, dass alle Erkenntnis relativ sei, so macht er damit eine absolute Aussage. Wenn ein Subjektivist aussagt, dass alles subjektiv sei, so wäre dies eine objektive Aussage.
In bestimmten Fällen von Ismen kommt es zu einem missionarischen Eifer der Vertreter dieser Meinungen, die allen Menschen die eigene Geisteshaltung darlegen und zum Teil auch aufzwingen wollen und in manchen Fällen zur Durchsetzung dieses Zieles auch vor politischer Verfolgung und Gewalt nicht zurückschrecken (Faschismus, Islamismus). Insofern stellen diese Ismen einen falschen Gebrauch der zu Grunde liegenden wissenschaftlichen Theorien und Hypothesen dar.

### Ismenals Gegensätze
Viele Ismen stellen Paare von den entgegengesetzten Doktrinen dar, die miteinander ständig debattieren. Die Beispiele sind Gegensatz-Paare Theismus – Atheismus, Kreationismus – Evolutionismus, Idealismus – Realismus, Individualismus – Kollektivismus.

### Ismenzur Kennzeichnung von Umbrüchen in Kultur und Gesellschaft
Eine andere Gruppe von Begriffen mit der Endsilbe -ismus bezeichnet (zumindest in ihrer Entstehungszeit) provokante Ideengebäude, die als verkrustet und unbeweglich empfundene Strukturen aufbrechen und Neues ermöglichen sollten. Im Bereich der Kunst lösten die Ismen (Die Kunstismen) die großen, umfassenden Stilepochen seit dem frühen 19. Jahrhundert ab: Kubismus, Dadaismus, Expressionismus, Surrealismus, Symbolismus. Im gesellschaftlichen Bereich bezeichnen Protestantismus, Marxismus, Leninismus, Sozialismus und Kommunismus erhebliche Umbrüche.

## Liste vonIsmen

### A
| -ismus                                     | Bedeutung sowie Variationen |
| ------------------------------------------ | --- |
| Ableismus                                  | [Diskriminierung] Verstärkung negativer Stereotype über Menschen mit einer Behinderung; Diskriminierung aufgrund einer (vorhandenen oder wahrgenommenen) Beeinträchtigung oder Behinderung von Personen |
| Abolitionismus                             | Bewegung zur Abschaffung der Sklaverei sowie: - Abolitionismus (Kriminologie), die Bewegung zur Abschaffung von Gefängnissen und Strafrecht - Abolitionismus (Prostitution), die Bewegung zur Abschaffung der staatlich kontrollierten Prostitution - Abolitionismus (Tierrechte), Bewegung zur Abschaffung jeglicher Nutzung von Tieren durch den Menschen, eine Richtung innerhalb der Tierrechtsbewegung                                                                  |
| Absolutismus                               | Herrschaftsform: der Herrscher hat uneingeschränkte Macht |
| Abstrakter Expressionismus                 | |
| Adaptionismus                              | |
| Adoptianismus                              | |
| Adultismus                                 | Altersdiskriminierung, siehe auch Generationale Ordnung |
| Äthiopismus                                | |
| Afrikanismus                               | |
| Afrozentrismus                             | |
| Agapismus                                  | Liebe (Agape) als Lebensprinzip – Teil der Metaphysik von Charles S. Peirce |
| Ageismus                                   | |
| Agnostizismus                              | Philosophische Ansicht, dass Aussagen über eine höhere Instanz nicht getroffen werden können. |
| Agonismus                                  | |
| Agrarismus                                 | |
| Akademismus                                | |
| Akademizismus                              | |
| Akmeismus                                  | Literatur: russische Literaturströmung der Moderne zwischen 1910 und 1920 |
| Akosmismus                                 | Lehre, die der Welt eine eigenständige Wirklichkeit abspricht |
| Aktionismus                                | unreflektiertes Handeln, oft ohne Ziel und Konzept |
| Aktivismus                                 | Als Aktivist wird jemand bezeichnet, der sich ohne finanziellen Anreiz für eine gemeinnützige Sache einsetzt |
| Aktualismus (Begriffklärungs-Seite)        | - Aktualismus (Philosophie): Auffassung, dass es ein ewiges Kommen und Gehen, einen ständigen Wandel gebe - Aktualismus (Geologie), geologische Prinzip, dass man aus heutigen geologischen Prozessen auf die Entwicklung in der Vergangenheit schließen könne - Aktualismus (Ökologie), in der Ökologie Prozesse der Gegenwart liefern den Schlüssel für die Vergangenheit; das heißt Prozesse, die es jetzt gibt, waren auch in der Vergangenheit aktiv (z. B. Konkurrenz) |
| Akzelerationismus                          | philosophische Denkschule, deren Anhänger die Meinung vertreten, der fortschreitende Kapitalismus führe zu einer posthumanen Epoche |
| Alarmismus                                 | unnötige oder übertriebene Warnung vor Problemen |
| Albinismus                                 | Mangel oder völliges Fehlen von Pigmenten |
| Alkoholismus                               | Alkoholsucht |
| Allozentrismus                             | Gegenteil, Gegensatz von Egozentrismus |
| Alltagsrassismus                           | |
| Alpinismus                                 | Bergsteigen als Sport |
| Altermondialismus                          | |
| Altruismus                                 | sein Handeln aus dem Effekt für andere heraus motivieren, selbstloses Handeln - Effektiver Altruismus - Reziproker Altruismus |
| Amelotatismus                              | Fetisch |
| Amerikanismus (Begriffklärungs-Seite)      | |
| Amoralismus/Immoralismus                   | Philosophie: eine Ideologie/Lehre, die Moral und ethische Werte grundsätzlich ablehnt |
| Amputismus                                 | Synonym für Amelotatismus |
| Anabolismus                                | Aufbau von Stoffen bei Lebewesen |
| Anachronismus                              | etwas passt nicht in diese Zeit, nicht mehr zeitgemäß |
| Analogismus                                | |
| Analphabetismus                            | Defizite im Lesen und/oder Schreiben |
| Anarchismus                                | griechisch „ohne Herrschaft“, Ablehnung jeder Herrschaft oder Macht - Kategorie:Strömung im Anarchismus - Anarchistischer Feminismus/Anarcha-Feminismus - Aufständischer Anarchismus - Christlicher Anarchismus - Freie Assoziation (Kommunismus und Anarchismus) - Kommunistischer Anarchismus - Individualistischer Anarchismus - Kollektivistischer Anarchismus - Libertärer Kommunalismus - Neo-Anarchismus - Öko-Anarchismus - Synthetischer Anarchismus                |
| Anarcho-Kapitalismus                       | |
| Anarcho-Kommunismus                        | |
| Anarcho-Pazifismus                         | |
| Anarcho-Primitivismus                      | |
| Anarcho-Syndikalismus                      | revolutionäre Basisgewerkschaftsbewegung |
| Anationalismus                             | Der A-nationalismus bezeichnet kosmopolitische, universalistische Vorstellungen die im Kontrast zum Nationalismus auf die „Eine-Welt“-Orientierung zielen. |
| Androzentrismus                            | |
| Anglikanismus                              | |
| Anglizismus                                | Übernahme von Wörtern aus der englischen Sprache |
| Animalischer Magnetismus, auch Mesmerismus | |
| Animalismus                                | religiöse Bindung an Tiere |
| Animatismus                                | Glauben bestimmter Kulturen an Kräfte und Mächte |
| Animismus (Begriffklärungs-Seite)          | - Animismus (Religion): Glaube an die beseelte Natur - Animismus (Psychologie): Denkweise, bei der angenommen wird, dass unbelebte Dinge lebendig seien - Animismus (Psychosomatik) - Sibirischer Animismus |
| Anthropo-Logismus                          | philosophische Auffassung, die den Menschen zum absoluten Mittelpunkt macht - siehe auch Anthropo-Zentrismus |
| Anthropo-Morphismus                        | das Zusprechen menschlicher Eigenschaften auf Tiere, Götter, Naturgewalten und Ähnliches (Vermenschlichung) |
| Anthropo-Zentrismus                        | Philosophische Lehre, die den Menschen als absolutes Zentrum sieht. |
| Anti-Amerikanismus                         | |
| Anti-Arabismus                             | |
| Anti-Autorismus                            | Abwehr, Gegenwehr, Kampf gegen Autoritarismus |
| Anti-Bolschewismus                         | |
| Anti-Endomorphismus                        | |
| Anti-Epimorphismus                         | |
| Anti-Etatismus                             | siehe Etatismus |
| Anti-Faschismus                            | Politik: feindliche Haltung gegenüber dem Faschismus, Ablehnung und Bekämpfung des Faschismus |
| Anti-Feminismus                            | Politik: feindliche Haltung gegenüber, kritische Auseinandersetzung mit und Ablehnung des Feminismus |
| Anti-Genderismus                           | |
| Anti-Globalismus                           | Ablehnung bzw. Gegnerschaft von Globalismus |
| Anti-Homomorphismus (Mathematik)           | - Antiautomorphismus - Antiendomorphismus - Antiisomorphismus |
| Anti-Humanismus                            | |
| Anti-Imperialismus                         | Ablehnung des Imperialismus |
| Anti-Judaismus                             | Politik und Religion: religiös begründete Judenfeindlichkeit; Feindlichkeit gegenüber Angehörigen jüdischen Glaubens, nicht gegenüber jüdischer Abstammung - Antijudaismus im Mittelalter - Antijudaismus im Neuen Testament - Antijudaismus in der Neuzeit |
| Anti-Kapitalismus                          | Politik und Wirtschaft: Ablehnung des Kapitalismus |
| Anti-Katholizismus                         | |
| Antiker Panhellenismus                     | |
| Anti-Klerikalismus                         | Politik und Religion: feindliche Haltung gegenüber der Kirche und ihrem Einfluss |
| Anti-Kolonialismus                         | Streben nach Freiheit von kolonialer Bevormundung |
| Anti-Kommunismus                           | Politik: feindliche Haltung gegenüber dem Kommunismus und Ablehnung ihrer Herrschaftsformen |
| Anti-Liberalismus                          | siehe Liberalismus |
| Anti-Libertarismus                         | siehe Libertarismus |
| Anti-Machiavellismus                       | (den Machiavellismus ablehnende Haltung) |
| Anti-Militarismus                          | Politik: Ablehnung des Militarismus; (Gewaltlosigkeit, Pazifismus) |
| Anti-Modernismus (Begriffklärungs-Seite)   | Politik und Religion: Ablehnung der Moderne |
| Anti-Monarchismus                          | |
| Anti-Natalismus                            | eine Philosophie, die sich aus ethischen Gründen dafür ausspricht, keine neuen Menschen hervorzubringen |
| Anti-Nationalismus                         | siehe Nationalismus |
| Anti-Nomismus                              | innerer Widerspruch (Philosophie) bzw. Leugnung eines allgemein verbindlichen Gesetzes (Theologie) |
| Anti-Normannismus                          | |
| Anti-Oligarchismus                         | siehe Oligarchie |
| Anti-Rassismus                             | Ablehnung des Rassismus; Ablehnung und Bekämpfung von Rassismus - Anti-Rassismus-Konferenz - Anti-Rassismus-Training |
| Anti-Rationalismus                         | Philosophie: Ablehnung des Rationalismus |
| Anti-Realismus                             | Politik und Kunst: Ablehnung des Realismus |
| Antisemitismus                             | - 3-D-Test für Antisemitismus - Antisemitismus im Tourismus - Antisemitismus ohne Juden - Christlicher Antisemitismus siehe Antijudaismus - Eliminatorischer Antisemitismus - Israelbezogener Antisemitismus - Latenter Antisemitismus - Linker Antisemitismus - Literarischer Antisemitismus - Manifester Antisemitismus - Post-Holocaust-Antisemitismus - Sekundärer Antisemitismus - Struktureller Antisemitismus - Zionistischer Antisemitismus                          |
| Anti-Sexismus                              | siehe Sexismus |
| Anti-Slawismus                             | rassistisch begründete Slawenfeindlichkeit |
| Anti-Sozialismus                           | siehe Sozialismus |
| Anti-Speziesismus                          | |
| Anti-Statismus                             | |
| Anti-Theismus                              | theologische Ablehnung Gottes |
| Anti-Trinitarismus                         | Ablehnung der christlichen Lehre der Trinität (Dreieinigkeit) Gottes |
| Anti-Totalitarismus                        | siehe Totalitarismus |
| Anti-Turkismus                             | |
| Anti-Xenismus                              | siehe Xenismus |
| Anti-Ziganismus                            | rassistisch begründete Feindlichkeit gegen Sinti und Roma |
| Anti-Zionismus                             | |
| Aphorismus                                 | Sinnspruch |
| Apollinarismus                             | nach Apollinaris von Laodicea, dem Jüngeren, benannte theologische Lehre, die von der Alten Kirche als Häresie verurteilt wurde |
| Aposematismus                              | Biologisches Phänomen, Gegenteil der Tarnung |
| Appellismus                                | Fokussierung politischer, sozialer, kultureller Aktivitäten auf Appelle |
| Apriorismus                                | erkenntnistheoretische Positionen bezeichnet, der zufolge die Wahrheit von einzelnen besonderen Aussagen durch logische Deduktion aus letzten wahren Voraussetzungen bewiesen werden soll |
| Äquilibrismus                              | |
| Arabischer Nationalismus                   | |
| Arabischer Sozialismus                     | |
| Arabismus                                  | |
| Archaismus                                 | Philosophie: Rückkehr zu archaischem Denken und Handeln |
| Arianismus                                 | Religion: Abweichende Lehre innerhalb des Christentums |
| Aristotelismus                             | Philosophie: Lehre, die sich auf Aristoteles als Autorität beruft |
| Art-Egoismus                               | siehe Speziesismus |
| Asianismus                                 | |
| Aspermatismus                              | |
| Ästhetizismus                              | Philosophie: die Lehre von der Schönheit und ihren Gesetzmäßigkeiten |
| Astigmatismus (Begriffklärungs-Seite)      | in der Optik ein Abbildungsfehler, in der Medizin die Stabsichtigkeit |
| Atavismus                                  | Philosophie und Biologie: die Wiederkehr überkommener Verhaltensweisen, das Wiederauftreten früherer Merkmale |
| Atheismus                                  | Philosophie: weltanschauliche Auffassung, dass es keinen Gott / keine Götter gibt |
| Atomismus                                  | auch logischer Atomismus genannt |
| Attentismus                                | |
| Attizismus                                 | |
| Attributionaler Egotismus                  | |
| Audismus                                   | Diskriminierungen gegen taube und schwerhörige Menschen |
| Augustinismus                              | Religion: Lehre des Augustinus |
| Australismus                               | |
| Austriazismus                              | |
| Austro-Faschismus                          | Politik: Österreichische Form des Faschismus |
| Austro-Marxismus                           | Politik: Österreichische Form des Marxismus |
| Autismus                                   | Entwicklungsstörung mit starker Selbstbezogenheit und Kontaktstörungen - Frühkindlicher Autismus |
| Automatismus                               | Kunst: künstlerische Arbeitstechnik, bei der die Vernunft ausgeschaltet wird und nur der Pinsel „führt“ |
| Autonomismus (Begriffklärungs-Seite)       | |
| Autoritarismus                             | Politik: bestimmte Ausprägung der Diktatur, bei der alle Interessengruppen unter einem Monopol zusammengefasst sind |
| Autozentrismus                             | |
| Averroismus                                | Philosophie: religionskritische Lehre des arabischen Philosophen Averroes |

### B
| -ismus                   | Bedeutung sowie Variationen |
| ------------------------ | --- |
| Babylonismus             | siehe auch Panbabylonismus |
| Backsteinexpressionismus | |
| Bayesianismus            | |
| Begriffs-Realismus       | |
| Behaviorismus            | Wissenschaftstheorie, die versucht, Lebewesen ausschließlich anhand ihres Verhaltens (behavior) zu untersuchen und zu verstehen. - Neo-Behaviorismus - Radikaler Behaviorismus |
| Bellizismus              | |
| Berlinismus/Berolinismus | |
| Berlusconismus           | |
| Betazismus               | |
| Biblizismus              | Auffassung, die die Bibel sehr ernst und größtenteils wörtlich nimmt |
| Bilateralismus           | |
| Bilingualismus           | |
| Biologismus              | Anwendung biologischer Methoden und Begriffe auf die gesamte Wirklichkeit |
| Bio-Psychismus           | |
| Bio-Regionalismus        | |
| Bio-Zentrismus           | Ethisches Modell, das allem „Lebendigen“ einen ethischen Eigenwert zuordnet |
| Bolivarismus             | |
| Bolschewismus            | Auf russische Verhältnisse angewendete Auslegung des Marxismus |
| Bolsonarismus            | |
| Bonapartismus            | |
| Borussianismus           | |
| Botulismus               | Lebensbedrohliche Vergiftung, die von Botulinumtoxin verursacht wird. |
| Brahmanismus             | |
| Bruitismus               | |
| Brutalismus              | Architektur: Baustil im 20. Jahrhundert |
| Buddhismus               | Weltreligion |
| Bürokratismus            | |
| Bundismus                | |
| Bukowinismus             | |
| Bushismus                | Phrasenhafte Sprache im Stil des ehemaligen US-Präsidenten George W. Bush |
| Byzantinismus            | Fragwürdige Zustände im byzantinischen Reich und am damaligen Kaiserhof, insbesondere die unangemessene Unterwürfigkeit.                                                       |

### C
| -ismus                        | Bedeutung sowie Variationen |
| ----------------------------- | --- |
| Carlismus                     | absolutistische Bewegung im Spanien des 19. und 20. Jahrhunderts                                                                                            |
| Cäsarismus                    | |
| Cäsaropapismus                | |
| Calvinismus                   | Theologisches System Johannes Calvins und dessen Weiterentwicklungen                                                                                        |
| Castrismus/Castroismus        | |
| Cartesianismus                | Philosophie in Anhängerschaft von René Descartes |
| Chantalismus                  | |
| Chartalismus                  | eine heterodoxe makroökonomische Geldtheorie von Georg Friedrich Knapp                                                                                      |
| Chassidismus                  | |
| Chauvinismus                  | Der Glaube an die Überlegenheit der eigenen Gruppe. |
| Chavismus                     | |
| Christianismus                | Ideologisierte bzw. fundamentalistische Form des Christentums, welche im Namen der Religion religiöse und/oder politische Ziele auch mit Gewalt durchsetzt. |
| Christlicher Antisemitismus   | bisher im Lemma Antijudaismus integriert |
| Christlicher Fundamentalismus | |
| Christlicher Nationalismus    | |
| Christlicher Zionismus        | |
| Christozentrismus             | Auffassung, dass Jesus Christus die zentrale Stellung in der Schöpfungs- und Heilsgeschichte einnimmt, die alles andere bedingt und ordnet                  |
| Chronozentrismus              | |
| Cinchonismus                  | |
| Corbynismus                   | Politische Ideologie, Ausrichtung und Politikstil Jeremy Corbyns                                                                                            |
| Coffeinismus                  | |

### D
| -ismus                                     | Bedeutung sowie Variationen |
| ------------------------------------------ | --- |
| Dadaismus                                  | |
| Daltonismus                                | Farbenblindheit nach John Dalton |
| Dämonismus                                 | Der Glaube an die Existenz von Dämonen |
| Danismus                                   | |
| Daoismus                                   | |
| Darwinismus                                | Lehre von Charles Darwin der Evolution und der natürlichen Selektion |
| Deduktivismus                              | |
| Defätismus                                 | kann als Zustand der Mutlosigkeit oder Schwarzseherei beschrieben werden. Ursprünglich bezeichnete er die Überzeugung, dass keine Aussicht (mehr) auf den Sieg besteht, und eine daraus resultierende starke Neigung aufzugeben. |
| Deismus                                    | Glaube, an einen Gott, der sich nach der Schöpfung zurückgezogen hat und seitdem nicht mehr eingreift. |
| Dekonstruktivismus (Begriffklärungs-Seite) | |
| demokratischer Zentralismus                | |
| Demokratismus                              | |
| Dengismus                                  | |
| Denialismus                                | |
| Despotismus                                | Uneingeschränkte, meist willkürliche Herrschaft durch einen Einzelnen (Despoten) - Sanfter Despotismus |
| Dekonstruktivistischer Feminismus          | |
| Destruktivismus                            | |
| Determinismus                              | Auffassung, dass alle (zukünftigen) Ereignisse durch Vorbedingungen eindeutig determiniert, also festgelegt sind |
| Deutsch-Katholizismus                      | |
| Dezisionismus                              | |
| Dialektischer Materialismus                | |
| Dialektischer Rationalismus                | |
| Diamagnetismus                             | |
| Differenzfeminismus                        | |
| Dilettantismus                             | - Beschäftigung mit Kunst oder Wissenschaft als Laie - (abwertend) das Stümperhaftsein, Unzulänglichkeit |
| Dimorphismus                               | Zwei deutlich verschiedenen Erscheinungsvorkommen bei derselben Art |
| Dippoldismus                               | |
| Disablismus                                | |
| Diskordianismus                            | |
| Dispensationalismus                        | Heilsgeschichtlich orientierte Form der Bibelauslegung |
| Dogmatismus                                | Glaube, unumstößliche, objektive Wahrheiten erkannt zu haben. |
| Donaldismus                                | Beschäftigung mit der fiktiven Familie Duck aus der fiktiven Stadt Entenhausen. |
| Donatismus                                 | Nordafrikanische Abspaltung von der westlichen christlichen Kirche im 4. und 5. Jahrhundert |
| Dschihadismus                              | Extremistische Strömung des Islam, dessen Auslegung des Dschihad islamistischen Terrorismus zu rechtfertigen sucht. |
| Dualismus (Begriffklärungs-Seite)          | - Dualismus (allgemein), verschiedene Ansichten, alles auf nur zwei ursprüngliche Prinzipien zurückzuführen - Dualismus (Ontologie), philosophische Positionen, dass alles in zwei sich ausschließende Arten von Entitäten zerfällt. Siehe auch Interner Dualismus - Welle-Teilchen-Dualismus, Objekte der Quantenphysik lassen sich als Wellen oder als Teilchen messen - Dualismus (Religion), Weltsicht, nach der eine geistige und eine materielle Welt von unterschiedlichen Gottheiten geschaffen worden seien - Dualismus (Musiktheorie), Ableitung des Moll-Dreiklangs aus einer Untertonreihe - Dualismus (Politik), Zusammenwirken von Regierung und Parlament, vor allem in konstitutionellen Monarchien - Dualismus (Habsburgermonarchie), Österreichisch-Ungarischer Ausgleich, verfassungsrechtliche Vereinbarungen zur Wandlung in die Doppelmonarchie Österreich-Ungarn - Deutscher Dualismus, auch preußisch-österreichischer Dualismus, von 1740 bis 1866 währende Rivalität zwischen Österreich und Preußen um die Vorherrschaft - radikaler Dualismus |
| Dysphemismus                               | ein Fachbegriff aus der Sprachwissenschaft für einen sprachlichen Ausdruck, der über Personen, Dinge oder Sachverhalte eine (oft starke) negative Wertung beinhaltet oder negative Assoziationen zu diesen weckt. |
| Dystopismus                                | |

### E
| -ismus                                      | Bedeutung sowie Variationen |
| ------------------------------------------- | --- |
| Egalitarismus                               | |
| Egoismus                                    | sein eigenes Handeln (nur) aus den Effekten für sich selber motivieren, selbstsüchtiges Denken und Handeln - Ethischer Egoismus - Psychologischer Egoismus - Struktureller Egoismus                                                                                              |
| Egotismus                                   | |
| Egozentrismus                               | |
| Eklektizismus                               | sich verschiedener entwickelter und abgeschlossener Systeme (z. B. Stile, Philosophien) bedienen und deren Elemente neu zusammensetzen. Im Falle von Religionen spricht man jedoch eher von Synkretismus, im Falle von Kulturen auch von Hybridität.                             |
| Elektoralismus                              | |
| Elitarismus                                 | |
| Empirismus, siehe auch Logischer Empirismus | Annahme, dass Erkenntnis nur durch Sinneswahrnehmung, Beobachtung und Experiment möglich sei. |
| Empiriokritizismus                          | * Materialismus und Empiriokritizismus |
| Empiriosymbolismus                          | siehe: Pawel Solomonowitsch Juschkewitsch |
| Entrismus                                   | gezieltes (mitunter heimlichen) Eindringens in Organisationen, bzw. Parteien (Unterwanderung) |
| Enzyklopädismus                             | |
| Epikureismus                                | Philosophische Denkrichtung, die auf den Lehren des antiken griechischen Philosophen Epikur basiert |
| Episkopalismus                              | |
| Equilibrismus                               | |
| Erdoganismus                                | bezieht sich auf die politischen Ideale und die politische Agenda von Recep Tayyip Erdoğan |
| Erotismus                                   | |
| Eskapismus                                  | |
| Essentialismus                              | |
| Essenzialismus                              | ist die philosophische Auffassung, dass Entitäten notwendige Eigenschaften besitzen. |
| Etatismus                                   | |
| Etazismus                                   | |
| Ethnismus                                   | |
| Ethnizismus                                 | |
| Ethno-Futurismus                            | literarische Strömung |
| Ethno-Kulturalismus                         | |
| Ethno-Nationalismus                         | |
| Ethno-Phaulismus                            | eine abwertende Bezeichnung für eine ethnisch definierte Gruppe |
| Ethno-Phyletismus                           | |
| Ethno-Pluralismus                           | ein zentrales politisches Konzept der Neuen Rechten der räumlichen Trennung verschiedener Völker und Kulturen |
| Ethno-Zentrismus                            | Neigung dazu, das eigene Volk/die eigene Nation/das eigene Land/die eigene Sprache als Mittelpunkt anzusehen und sich danach diskriminierend zu verhalten |
| Eudämonismus                                | Philosophie: die Lehre, für die das persönliche Glück das höchste Ziel ist |
| Euergetismus                                | |
| Euphemismus                                 | Beschönigung |
| Eurasismus                                  | |
| Euro-Kommunismus                            | |
| Europäischer Föderalismus                   | |
| Europa-Skeptizismus                         | |
| Euro-Zentrismus                             | Neigung dazu, Europa bzw. das Abendland zum normativen Maßstab für die gesamte Menschheit zu machen |
| Evangelikalismus                            | Religion: theologische Richtung innerhalb des Protestantismus |
| Eventualismus                               | |
| Evolutionismus                              | Theorie, die Prinzipien der (biologischen) Evolution auf die gesamte Wirklichkeit, insbesondere die Sozialwissenschaften, übertragen will |
| Exhibitionismus                             | Neigung dazu, sein Geschlechtsteil vor anderen/in der Öffentlichkeit zu entblößen |
| Existenzialismus                            | Philosophische Lehre, nach der die Existenz der Essenz (dem Wesen) vorausgehe |
| Exklusionismus                              | Ausschluss von Minderheiten Exklusion, sowie Ausschluss von Inhalten oder Personen, im Kontext der Wikipedia ein Grundsatz-Konflikt zwischen Inklusionismus und Exklusionismus                                                                                                   |
| Exklusivismus                               | |
| Exokannibalismus                            | |
| Exorzismus                                  | Religion: Teufelsaustreibung |
| Exotismus                                   | soziologische Bezeichnung für eine rassistische Sichtweise |
| Expansionismus                              | |
| Experimentalismus                           | |
| Expressionismus                             | Kunst: Stilrichtung in der Malerei - Abstrakter Expressionismus - Backsteinexpressionismus - Backsteinexpressionismus in Hannover - Expressionismus (Architektur) - Expressionismus (Film) - Expressionismus (Literatur) - Expressionismus (Musik) - Rheinischer Expressionismus |
| Externalismus und Internalismus             | siehe auch Semantischer Externalismus |
| Extremismus                                 | Politik: eine fanatische, intolerante und zur Gewalt neigende Haltung |
| Extraktivismus                              | |
| Extropianismus                              | |
| Exzeptionalismus (Begriffklärungs-Seite)    | |

### F
| -ismus                                         | Bedeutung sowie Variationen |
| ---------------------------------------------- | --- |
| Fabianismus (Weiterleitung auf Fabian Society) | Politik: britische sozialistische Bewegung |
| Fallibilismus                                  | Erkenntnistheoretische Position, nach der es keine absolute Gewissheit geben könne, da sich Irrtümer niemals ausschließen ließen |
| Falsifikationismus                             | Wissenschaftstheorie, die nur die Widerlegung, nicht aber den Richtigkeitsbeweis wissenschaftlicher Theorien für möglich hält |
| Familismus                                     | ein soziologischer Begriff, der die Familie als Leitform einer Sozialstruktur beschreibt |
| Fanatismus                                     | Politik: eine fanatische, intolerante und zur Gewalt neigende Haltung |
| Faschismus                                     | - Anti-Faschismus - Austro-Faschismus - Hindu-Faschismus - Islam-Faschismus - Italienischer Faschismus - Klerikal-Faschismus - Krypto-Faschismus - Links-Faschismus - Neo-Faschismus - Öko-Faschismus - Prä-Faschismus - Semi-Faschismus - Sozial-Faschismus |
| Fatalismus                                     | Philosophie: Schicksalsergebenheit |
| Fauvismus                                      | |
| Fellnerismus                                   | |
| Feminismus                                     | Politik und Philosophie: Kampf für die Gleichberechtigung der Frau in der Gesellschaft - Kategorie:Strömung innerhalb des Feminismus - Anarchistischer Feminismus/Anarcha-Feminismus - Cyber-Feminismus, Netz-Feminismus, Techno-Feminismus - Dekonstruktivistischer Feminismus - Differenz-Feminismus - Gleichheits-Feminismus - Gynozentrischer Feminismus - Individual-Feminismus - Intersektionaler Feminismus - Islamischer Feminismus - Jüdischer Feminismus - Liberaler Feminismus - Marxistischer Feminismus - Neo-Feminismus - Öko-Feminismus - Orthodoxer jüdischer Feminismus - Queer-Feminismus - Pop-Feminismus - Post-Feminismus - Psychoanalytisch orientierter Feminismus - Schwarzer Feminismus - Radikal-Feminismus - Sex-positiver Feminismus - Sozialistischer Feminismus - Spiritueller Feminismus - Staats-Feminismus - Trans-Feminismus - Xeno-Feminismus - Anti-Feminismus - Femo-Nationalismus |
| Femo-Nationalismus                             | Instrumentalisierung feministischer Diskurse für völkisch-nationalistische Zwecke |
| Fetischismus (Begriffklärungs-Seite)           | - Fetischismus (Religion) - Sexueller Fetischismus - Warenfetisch |
| Feudalismus                                    | Politik und Geschichte: Lehnswesen |
| Fideismus                                      | |
| Fiktionalismus                                 | Philosophische Lehre, nach der Objekte nicht real, sondern nur Fiktion sind |
| Finalismus                                     | |
| Finitismus                                     | |
| Fixismus                                       | |
| Flexitarismus                                  | |
| Föderalismus                                   | Politik: Staatsordnung, bei der der Staat in mehrere gleichberechtigte Teilrepubliken gegliedert ist |
| Fordismus                                      | |
| Formalismus (Begriffklärungs-Seite)            | |
| Franquismus, auch Francismus oder Francoismus  | Politik: System und Herrschaft Francisco Francos in Spanien |
| Freeganismus                                   | |
| Freudo-Marxismus                               | |
| Frotteurismus                                  | |
| Frühsozialismus                                | |
| Frugalismus                                    | |
| Fujimorismus                                   | |
| Fujitsuismus                                   | |
| Fundamentalismus                               | Politik und Religion: eine Überzeugung, Anschauung oder Geisteshaltung, die sich durch ein kompromissloses Festhalten an ideologischen oder religiösen Grundsätzen kennzeichnet und das politische Handeln bestimmt |
| Funktionalismus (Begriffklärungs-Seite)        | |
| Futurismus                                     | Kunst: Stilrichtung, die das Bewegende und Dynamische herausstellt |

### G
| -ismus                                    | Bedeutung sowie Variationen |
| ----------------------------------------- | --- |
| Gallikanismus                             | französisch-nationaler romdistanzierter Katholizismus |
| Gallizismus                               | französisches Lehnwort |
| Gaullismus                                | Politik von oder im Sinne von Charles de Gaulle |
| Generalismus                              | |
| Genderismus                               | |
| Genresynkretismus                         | |
| Genscherismus                             | |
| Gentilismus                               | |
| Geo-Determinismus                         | (auch Naturdeterminismus, Umweltdeterminismus oder Ökodeterminismus) ist ein Forschungsansatz der Wirtschaftsraumanalyse, der besagt, dass die unterschiedliche Wirtschaftsentwicklung in verschiedenen Teilen der Welt in erster Linie durch die natürliche Ausstattung bestimmt ist. |
| Geo-Magnetismus                           | |
| Geo-Zentrismus                            | Das geozentrische Weltbild (altgriechisch „erdzentriert“) basiert auf der Annahme, dass die Erde und damit auch der Mensch im Universum eine zentrale Position einnehmen, so dass alle Himmelskörper (Mond, Sonne, die anderen Planeten und die Fixsterne) die Erde umkreisen.         |
| Germanismus                               | ein Wort oder ein Spruch, der aus dem Deutschen unverändert in eine andere Sprache übernommen wurde |
| Geschichts-Relativismus                   | |
| Geschichts-Revisionismus                  | |
| Gewerkschafts-Pluralismus                 | |
| Gigantismus (Begriffklärungs-Seite)       | Neigung zum unverhältnismäßig Großen |
| Gleichheitsfeminismus                     | |
| Globalismus                               | |
| Glokalismus                               | |
| Gnostizismus                              | Religion und Philosophie: die Lehre, dass (religiöses) Wissen intuitiv zugänglich sei |
| Goetheanismus                             | |
| Gradualismus                              | Geologie und Biologie: die Annahme von Veränderungen in kleinen Schritten |
| Gramscianismus                            | |
| Gräzismus                                 | Wörter, die aus dem Griechischen entlehnt wurden. |
| Gruppennarzissmus                         | |
| Gynozentrismus/Gynozentrischer Feminismus | |

### H
| -ismus                                          | Bedeutung sowie Variationen |
| ----------------------------------------------- | --- |
| Handicapismus                                   | |
| Hebraismus (Begriffklärungs-Seite)              | - Ausdruck, der auf das Hebräische zurückgeht (Neues Testament) - Wörter, die aus dem Hebräischen entlehnt wurden - Beschäftigung eines Hebraisten mit dem Hebräischen (Christlicher Hebraismus) |
| Hedonismus                                      | Philosophie: eine philosophische bzw. ethische Strömung, deren Grundthese lautet, dass einzig Lust bzw. Freude und die Vermeidung von Schmerz bzw. Leid ihre Wirkung intrinsisch entfalten |
| Hegelianismus                                   | Philosophie: die Lehren Hegels |
| Heliozentrismus                                 | Astronomie: die Lehre, dass die Sonne (und nicht die Erde) im Mittelpunkt steht |
| Hellenismus                                     | Geschichte: eine Epoche, in der die griechische Kultur bestimmend war |
| Helvetismus                                     | |
| Henotheismus                                    | |
| Hetärismus                                      | |
| Hetero-Morphismus                               | bei manchen Kristallarten auftretende Unterschiede im Aufbau; das Auftreten, die Existenz unterschiedlicher Tier- oder Pflanzenformen innerhalb einer Art |
| Hetero-Normativismus                            | |
| Hetero-Sexismus                                 | |
| Hindu-Faschismus/Hindu-Nationalismus            | Fachbegriff: Hindutva |
| Hinduismus                                      | Religion: polytheistische Religion in Indien |
| Hirsutismus                                     | |
| Hispanismus                                     | |
| Historismus                                     | Kunst: eine Stilrichtung, die die antike Kunst nachahmt oder antike Stoffe darstellt |
| Historismus (Geschichtswissenschaft)            | |
| Historizismus                                   | Philosophie: eine Lehre, die von historischen Gesetzmäßigkeiten ausgeht |
| Hitlerismus                                     | |
| Holismus                                        | Lehre, nach der Systeme mehr als die Zusammensetzung bzw. Summe ihrer Teile sind |
| Homeovestismus                                  | Geschlechtsbetonte Kleidung des eigenen Geschlechts |
| Homöomorphismus                                 | |
| Homomorphismus                                  | |
| Homo-Nationalismus                              | |
| Homo-Phobismus                                  | Kette der Diskriminierungen basiert auf Geschlechtsorientation |
| Homo-Zentrismus                                 | siehe u. a. Homozentrische Sphären |
| Hooliganismus                                   | |
| Hospitalismus                                   | negative körperliche und seelische Begleiterscheinungen eines langen Krankenhaus- oder Heimaufenthaltes |
| Humanismus                                      | Weltsicht, Lebenseinstellung, die den Menschen mit seinen Möglichkeiten in den Mittelpunkt stellte; menschenfreundliche Gesinnung - Anti-Humanismus - Evolutionärer Humanismus - Marxistischer Humanismus - Neu-Humanismus - Öko-Humanismus - Post-Humanismus - Renaissance-Humanismus - Säkularer Humanismus - Sozial-Humanismus - Trans-Humanismus |
| Humeanismus                                     | |
| Hungarismus                                     | Wort-Entlehnung aus der ungarischen Sprache; Ideologie (siehe Pfeilkreuzler) |
| Hyper-Adrenokortizismus (Begriffklärungs-Seite) | |
| Hyper-Aldosteronismus                           | |
| Hyper-Bolismus                                  | |
| Hyper-Corticismus                               | |
| Hyper-Genitalismus                              | |
| Hyper-Gonadismus                                | |
| Hyper-Gonadotroper Hyper-Gonadismus             | |
| Hyper-Gonadotroper Hypogonadismus               | |
| Hyper-Individualismus                           | |
| Hyper-Insulinismus                              | |
| Hyper-Korrektismus                              | |
| Hyper-Kortisolismus                             | |
| Hyper-Metabolismus                              | |
| Hyper-Nationalismus                             | |
| Hyper-Parasitismus                              | |
| Hyper-Parathyreoidismus                         | |
| Hyper-Parathyroidismus                          | |
| Hyper-Pituitarismus                             | |
| Hyper-Realismus                                 | |
| Hyper-Reninismus                                | |
| Hyper-Splenismus                                | |
| Hyper-Telorismus                                | |
| Hyper-Telorismus-Hypospadie-Syndrom             | |
| Hyper-Telorismus vom Typ Teebi                  | |
| Hyper-Thyreoidismus                             | |
| Hyper-Urbanismus                                | |
| Hyper-Zionismus                                 | |
| Hyper-Östrogenismus                             | |
| Hyper-Östrogenismus beim Hund                   | |
| Hylemorphismus (auch Hylomorphismus)            | Philosophische Lehre, nach der endliche Substanzen stets aus Materie und Form bestehen |
| Hylozoismus                                     | Philosophische Lehre, nach der Leben eine Eigenschaft der Materie ist |
| Hypothyreoidismus                               | |

### I
| -ismus                                          | Bedeutung sowie Variationen |
| ----------------------------------------------- | --- |
| Idealismus                                      | Philosophie: die Auffassung, dass der Geist das Bestimmende sei; siehe auch: - Britischer Idealismus - Deutscher Idealismus - Magischer Idealismus - Objektiver Idealismus - Physiologischer Idealismus - Subjektiver Idealismus |
| Ideologismus                                    | |
| Idiozentrismus                                  | |
| Illiberalismus                                  | |
| Illusionismus                                   | Psychologie: das Festhalten an Illusionen |
| Imagismus                                       | |
| Immaterialismus                                 | eine Lebensauffassung, bei der materielle Güter nicht im Mittelpunkt stehen |
| Immobilismus                                    | |
| Immoralismus                                    | |
| Imperialismus                                   | die Haltung politischer Regime mächtiger Staaten, andere Länder zu erobern, zu unterdrücken oder in Abhängigkeit zu halten, um globale Interessen durchzusetzen (Aufbau eines Imperiums, Streben nach imperialer Macht)          |
| Impressionismus                                 | Kunst: Stilrichtung in der Malerei, bei der die persönlichen Eindrücke des Malers bestimmend sind - Impressionismus (Malerei) - Impressionismus (Literatur) - Impressionismus (Musik) - Impressionismus (Film)                   |
| Indeterminismus                                 | Philosophie: die Auffassung, dass der Ablauf der Ereignisse nicht festgelegt ist |
| Indifferentismus                                | Permanent gleichgültige Einstellung gegenüber Entscheidungsfragen |
| Individualismus                                 | die Hervorhebung des Einzelnen |
| Individual-Feminismus                           | |
| Induktivismus                                   | Theorie, bei der aus einzelnen Beobachtungen auf allgemeingültige Gesetze geschlossen wird (Induktion) |
| Industrialismus                                 | |
| Infantilismus                                   | Psychologie: das Festhalten an kindischen Verhaltensweisen |
| Inklusionismus                                  | gesellschaftliche Inklusion, sowie eine Grundeinstellung vieler Mitarbeiter der Wikipedia für Offenheit, für die Aufnahme möglichst vieler Artikel zu allen möglichen Themen, ohne die umstrittenen Relevanzkriterien            |
| Inklusivismus                                   | theologische Beurteilung anderer Religionen |
| Insel-Gigantismus                               | |
| Insurrektionalismus                             | |
| Integraler Nationalismus                        | |
| Integralismus                                   | |
| Intellektualismus                               | eine Haltung, bei der intellektuelles Denken das Maß aller Dinge bildet |
| Intentionalismus                                | Geschichtswissenschaft: die Auffassung, dass ein Verbrechen mit voller Absicht geplant und durchgeführt wurde |
| Interaktionismus (Begriffklärungs-Seite)        | - Interaktionistischer Konstruktivismus - Personismus - Symbolischer Interaktionismus |
| Interamerikanismus                              | |
| Interdisziplinarismus                           | |
| Interessenutilitarismus                         | |
| Intergovernmentalismus/Intergouvernementalismus | |
| Interiorismus                                   | |
| Internalismus (Begriffklärungs-Seite)           | |
| Internationalismus (Begriffklärungs-Seite)      | Politik: der Versuch, soziale Kämpfe in verschiedenen Ländern miteinander zu verbinden - Internationalismus (Politik) - Internationalismus (Sprache)                                                                             |
| Intersektionalismus                             | |
| Intuitionismus                                  | Position, die dem unmittelbaren Erkennen (Intuition) eine Priorität einräumt, eine Unterform ist Intuitionismus (Logik und Mathematik)                                                                                           |
| Irenismus                                       | |
| Irrationalismus                                 | Ablehnung der wissenschaftlich, rationalen Erkenntnis, dass die menschliche Vernunft eine hinreichende Wahrnehmung der Welt sei                                                                                                  |
| Irredentismus                                   | |
| Islamismus                                      | Religion: der Versuch, die Lehren des Islam zum alleinigen politischen und sozialen Maßstab zu machen |
| Islamfaschismus                                 | |
| Islamistischer Terrorismus                      | |
| Islamozentrismus                                | |
| Isolationismus                                  | die Abschottung eines Staates gegenüber anderen |
| Italianismus                                    | |
| Italienischer Neorealismus                      | eine Stilrichtung im italienischen Film der Nachkriegsjahre |

### J
| -ismus                  | Bedeutung sowie Variationen                                                   |
| ----------------------- | ----------------------------------------------------------------------------- |
| Jainismus               | polytheistische Religion in Indien                                            |
| Jakobinismus            |                                                                               |
| Jansenismus             | Auf Cornelius Jansen zurückgehende Gnadenlehre                                |
| Japanismus              |                                                                               |
| Japonismus              | von der japanischen Kunst beeinflusste Richtung innerhalb des Impressionismus |
| Jediismus               | von den Jedi aus Star Wars abgeleitete, synkretische Religion.                |
| Jesuitismus             | Extreme Form von Jesuiten                                                     |
| Jiddismus               |                                                                               |
| Joachimismus            |                                                                               |
| Journalismus            | Periodische publizistische Arbeit von Journalisten                            |
| Judaismus               | Judentum, die jüdische Religion                                               |
| Jüdischer Bolschewismus |                                                                               |
| Jüdischer Feminismus    |                                                                               |
| Jüdischer Säkularismus  |                                                                               |
| Jugoslawismus           |                                                                               |

### K
| -ismus                                   | Bedeutung sowie Variationen |  |
| ---------------------------------------- | --- |  |
| Kabbalismus                              | |  |
| Kahanismus                               | Ausrichtung eines religiösen Zionismus |  |
| Kainismus                                | |  |
| Kakophemismus                            | |  |
| Kameralismus                             | |  |
| Kannibalismus                            | Verzehr von Artgenossen, „Menschenfresserei“ |  |
| Kanonismus                               | |  |
| Kantianismus                             | am Denken Immanuel Kants orientierter philosophischer Standpunkt |  |
| Kapitalismus                             | auf Privateigentum beruhende Wirtschaftsordnung |  |
| Karma-Zentrismus                         | |  |
| Karnismus                                | Eine Ideologie, wonach der Verzehr bestimmter Tierarten als ethisch vertretbar und angemessen betrachtet wird. |  |
| Karnivorismus                            | Eine Religion im Adventure Agatha Knife von Mango Protocol, die Schlachttieren die Angst vor dem Tod durch das Fleischermesser nehmen soll. |  |
| Karrierismus                             | eifriges Streben nach beruflichem Aufstieg |  |
| Katabolismus                             | Medizin: Abbau von Stoffwechselprodukten |  |
| Kataklysmus                              | |  |
| Katastrophismus                          | Astronomie und Geologie: Theorie von der entwicklungsgeschichtlichen Bedeutung von Katastrophen |  |
| Katechismus                              | Handbuch der Unterweisung in den Grundfragen des christlichen Glaubens |  |
| Katheder-Sozialismus                     | |  |
| Katholischer Antisozialismus             | |  |
| Katholizismus                            | die Repräsentation des römisch-katholischen Christentums in der Gesellschaft, basierend auf der durch den katholischen Glauben geprägten Weltanschauung und Wertvorstellung - Deutsch-Katholizismus - Links-Katholizismus - Modernismus (Katholizismus) - Politischer Katholizismus - Rechts-Katholizismus Ablehnung: - Anti-Katholizismus |  |
| Kausalismus                              | siehe dazu auch Kausalität |  |
| Kemalismus                               | die Gründungsideologie der 1923 ausgerufenen Republik Türkei |  |
| Kevinismus                               | Auftreten ungewöhnlicher, nicht deutsch klingender Vornamen in deutschen Familien ohne erkennbaren Migrationshintergrund |  |
| Keynesianismus                           | von John Maynard Keynes begründete Wirtschaftstheorie - Post-Keynesianismus |  |
| Klassismus                               | Unterdrückung aufgrund einer Klassenzugehörigkeit |  |
| Klassizismus                             | Stilrichtung in der Kunst |  |
| Klerikal-Faschismus                      | |  |
| Klerikalismus                            | das Überwiegen und Vorherrschen der Bischöfe und Pfarrer |  |
| Klima-Kapitalismus                       | |  |
| Klima-Klassismus                         | |  |
| Klima-Nationalismus                      | |  |
| Klima-Rassismus                          | |  |
| Klientelismus                            | |  |
| Kognitivismus                            | |  |
| Kohlenstoff-Chauvinismus                 | |  |
| Kohlismus                                | |  |
| Kollektivismus                           | Philosophie, die den Wert der Gemeinschaft betont |  |
| Kolonialismus                            | das Streben eines Staates nach Kolonialbesitz - Anti-Kolonialismus - Neo-Kolonialismus - Schweizer Kolonialismus |  |
| Kolonialer Paternalismus                 | |  |
| Kolonial-Rassismus                       | |  |
| Kolonial-Revisionismus                   | |  |
| Kolumnismus                              | |  |
| Kommunitarismus                          | |  |
| Kommunismus                              | Lehre von Karl Marx und Friedrich Engels, die klassenlose Gesellschaftsordnung |  |
| Kommunistischer Anarchismus              | |  |
| Komplexismus                             | |  |
| Komplexschamanismus                      | |  |
| Konditionalismus (Konditionismus)        | Philosophie, die die Wirklichkeit als Bedingungszusammenhang auffasst |  |
| Konfessionalismus                        | |  |
| Konformismus                             | die Übereinstimmung einer Person mit den Normen eines gesellschaftlichen, inhaltlichen oder ethischen Kontextes. |  |
| Konfuzianismus                           | Lehre und Religion des chinesischen Weisheitslehrers Konfuzius |  |
| Konkurrenz-Sozialismus                   | |  |
| Konnektionismus                          | Technischer Lösungsansatz, der auf stark vernetzte Einzelkomponenten setzt |  |
| Konsequentialismus                       | Philosophische Lehre, die den ethischen Wert einer Handlung aufgrund ihrer Konsequenzen beurteilt |  |
| Konservatismus/Konservativismus          | Das Festhalten an Traditionen und am Bewährten - Kultur-Konservatismus - LGBT-Konservatismus - Liberal-Konservatismus - Links-Konservatismus - National-Konservatismus/National-Konservativismus - Neo-Konservatismus/Neo-Konservativismus - Paläo-Konservatismus - Sozial-Konservatismus - Struktur-Konservatismus/Struktur-Konservativismus - Theo-Konservatismus - Wertkonservatismus |  |
| Konspirationismus                        | |  |
| Konstitutionalismus                      | Die Macht des Staates ist durch die Verfassung die Rechtsstaatlichkeit und die Gewaltenteilung begrenzt |  |
| Konstruktivismus (Begriffklärungs-Seite) | - Kategorie:Konstruktivismus (Architektur) - Kategorie:Architekt des Konstruktivismus - Konstruktivismus (Architektur) - Kategorie:Konstruktivismus (Geistes- und Sozialwissenschaft) - Erlanger Konstruktivismus - Interaktionistischer Konstruktivismus - Intuitionismus (Logik und Mathematik) - Kommunikativer Konstruktivismus - Konstruktionismus - Konstruktivismus (psychologische Schule) - Konstruktivismus (Internationale Beziehungen) - Konstruktivismus (Lernpsychologie) - Konstruktivismus (Philosophie) - Mathematischer Konstruktivismus - Methodischer Kulturalismus - Operativer Konstruktivismus - Pragmatischer Konstruktivismus - Radikaler Konstruktivismus - Relationaler Konstruktivismus - Sozial-Konstruktivismus - Soziokultureller Konstruktivismus - Soziologismus - Kategorie:Konstruktivismus (Kunst) - Konstruktivismus (Kunst) - Thematischer Konstruktivismus |  |
| Konsumismus                              | |  |
| Kontextualismus                          | Lehre, nach der alles nur im jeweiligen Kontext (Zusammenhang) verstanden werden kann |  |
| Kontingentismus                          | |  |
| Konventionalismus                        | |  |
| Konzeptualismus                          | Philosophische Position im Zusammenhang mit dem Universalienstreit |  |
| Konzilianismus                           | |  |
| Kopimismus                               | „Lehre“ vom Kopiere mich = Glaube, dass das Kopieren von Informationen eine heilige Tugend ist |  |
| Koranismus                               | |  |
| Korporatismus (Korporativismus)          | |  |
| Kosmopolitismus                          | Weltbürgertum |  |
| Kosmotheismus                            | |  |
| Kreationismus                            | Lehre, dass ein Schöpfergott das Universum erschaffen hat |  |
| Kretinismus                              | |  |
| Kritischer Rationalismus                 | |  |
| Kritizismus                              | Kants Auffassung vom Vorgehen der philosophischen Erkenntnistheorie - Empiriokritizismus - Materialismus und Empiriokritizismus |  |
| Kryptofaschismus                         | |  |
| Kubismus                                 | abstrakte Stilrichtung in der modernen Kunst |  |
| Kulturalismus                            | |  |
| Kultur-Konservatismus                    | |  |
| Kultur-Marxismus (Begriffklärungs-Seite) | |  |
| Kultur-Pessimismus                       | |  |
| Kultur-Pluralismus                       | |  |
| Kultur-Relativismus                      | Lehre, nach der jede Kultur nur relativ zu bewerten sei, es also keine überkulturellen Gemeinsamkeiten und Werte menschlicher Lebensformen gebe |  |
| Kultur-Vandalismus                       | |  |
| Kynismus                                 | |  |

### L
| -ismus                             | Bedeutung sowie Variationen |
| ---------------------------------- | --- |
| Laizismus                          | Lehre, die eine möglichst strikte Trennung zwischen Religion und Staat anstrebt |
| Lamarckismus                       | |
| Lamaismus                          | |
| Latinismus                         | |
| Legalismus                         | |
| Legitimismus                       | |
| Leninismus                         | Lehren des kommunistischen Lenin |
| Lesbianismus                       | |
| Leuzismus                          | Fehlen der farbstoffbildenden Zellen bei Tieren und Menschen |
| LGBT-Konservatismus                | |
| Liberalismus                       | Individuelle Freiheit als Grundnorm der Gesellschaft - Anti-Liberalismus - Illiberalismus - Klassischer Liberalismus - Links-Liberalismus, Sozial-Liberalismus - National-Liberalismus, Rechts-Liberalismus - Neo-Liberalismus, Neoliberalismus (Internationale Beziehungen) - Ordo-Liberalismus - Ultra-Liberalismus - Wirtschafts-Liberalismus |
| Liberal-Konservatismus             | |
| Libertarismus/Libertarianismus     | - Libertarismus (Philosophie des Geistes) |
| Linguizismus                       | |
| Links-Faschismus                   | |
| Links-Kommunismus                  | |
| Links-Konservatismus               | |
| Links-Liberalismus                 | |
| Links-Nationalismus                | |
| Links-Populismus                   | |
| Links-Radikalismus                 | |
| Links-Sozialismus                  | |
| Lituanismus                        | litauisches Lehnwort |
| Lobbyismus                         | |
| Logischer Empirismus               | Einflussreiche philosophische Richtung des 20. Jahrhunderts |
| Logizismus                         | Lehre, nach der sich die Mathematik auf die Logik zurückführen lässt |
| Logozentrismus                     | Bezeichnet in poststrukturalistische Theorien die vernunftzentrierte Metaphysik und die abendländische Rationalität |
| Lokalismus (Begriffklärungs-Seite) | |
| Lokalpatriotismus                  | |
| Lookismus                          | Reduktion von Personen auf ihr Aussehen (look) |
| Lusitanismus                       | |

### M
| -ismus                                                        | Bedeutung sowie Variationen |
| ------------------------------------------------------------- | --- |
| MacGyverismus                                                 | |
| Machiavellismus                                               | |
| Machismus (Begriffklärungs-Seite)                             | |
| Macronismus                                                   | Regierungsstil bzw. Regierungssystem Emmanuel Macrons |
| Magnetismus                                                   | |
| Mandäismus                                                    | |
| Manichäismus                                                  | Von Mani gestiftete gnostische Religion der späten Antike und des frühen Mittelalters, deren Ausgangspunkt ein radikaler Dualismus (von Licht und Finsternis, Gut und Böse, Geist und Materie) ist                                                                 |
| Manierismus                                                   | - eine Stilrichtung in der bildenden Kunst der frühen Neuzeit - ein psychopathologisches Symptom, siehe Manierismus (Medizin) |
| Manismus                                                      | |
| Maoismus                                                      | Sozialistisches Lehrgebäude auf der Grundlage des chinesischen Mao Zedong |
| Markt-Fundamentalismus                                        | |
| Marxismus                                                     | Auf Karl Marx (und Friedrich Engels) zurückgehende Gesellschaftslehre - Marxismus-Leninismus - Neo-Marxismus - Orthodoxer Marxismus - Post-Marxismus - Post-Sowjetischer Marxismus - Strukturalistischer Marxismus - Westlicher Marxismus - Zentrismus (Marxismus) |
| Maskulinismus bzw. Maskulismus (Begriffklärungs-Seite)        | |
| Masochismus                                                   | |
| Materialismus                                                 | Philosophische Lehre, nach der sich alles auf Materie zurückführen lässt |
| Materialismus und Empiriokritizismus                          | |
| Mathematischer Konstruktivismus                               | |
| Mathematizismus                                               | Tendenz, alle Vorgänge der Wirklichkeit in mathematischen Formeln wiederzugeben |
| Maximalismus                                                  | |
| Mazdaismus                                                    | |
| McCarthyismus                                                 | |
| Medien-Imperialismus                                          | |
| Mechanismus (Begriffklärungs-Seite)                           | |
| Mechanizismus                                                 | |
| Medizinismus                                                  | a) Ideologische Alleinstellungssichtweise der Wissenschaftsmedizin gegenüber Alternativmedizin; b) übermäßige Verwendung medizinischer Termini |
| Mergismus                                                     | |
| Merkantilismus                                                | |
| Mesmerismus                                                   | |
| Messianismus                                                  | |
| Metabolismus (Begriffklärungs-Seite)                          | |
| Metallismus                                                   | |
| Methodischer Kulturalismus                                    | |
| Methodismus                                                   | Evangelische Strömung, die aus dem Anglikanismus stammt, und von John Wesley und seinem Bruder Charles im 18. Jahrhundert ins Leben gerufen wurde (beeinflusst von Luthertum, Presbyterianismus, Pietismus u. a.)                                                  |
| Meudalismus                                                   | Moderner Feudalismus (Neofeudalismus) |
| Militarismus                                                  | |
| Millenarismus                                                 | auch Millennialismus (von lat. millennium „Jahrtausend“) oder Chiliasmus, bezeichnet ursprünglich den Glauben an die Wiederkunft Jesu Christi und das Errichten seines tausend Jahre währenden Reiches                                                             |
| Minarchismus                                                  | |
| Minimalismus (Begriffklärungs-Seite)                          | - Minimalismus (Architektur) - Minimalismus (Bildende Kunst) - Minimalismus (Literatur) |
| Misandrismus                                                  | |
| Misanthropismus                                               | |
| Misogynismus                                                  | |
| Missionarismus                                                | |
| Modalismus                                                    | |
| Modernismus (Begriffklärungs-Seite)                           | - Anti-Modernismus - Modernismus (Katholizismus) - Neo-Modernismus - Post-Modernismus |
| Mohismus                                                      | |
| Molinismus                                                    | |
| Monarchismus                                                  | |
| Monarchianismus                                               | |
| Mondialismus                                                  | |
| Monetarismus                                                  | |
| Monismus                                                      | Philosophische Lehre, nach der sich alles auf ein einziges Grundprinzip zurückführen lässt |
| Monolingualismus                                              | |
| Monopolkapitalismus                                           | |
| Monotheismus                                                  | Religion mit Glauben an einen einzigen Gott (z. B. Judentum, Christentum, Islam) |
| Moralischer Legalismus                                        | |
| Moralischer Relativismus                                      | Lehre, nach der Moralisches nie objektiv oder universell, sondern stets nur relativ zu Umständen sei |
| Moralismus                                                    | Übertreibende Beurteilung der Moral als alleiniger Maßstab für das zwischenmenschliche Verhalten |
| Mormonischer Fundamentalismus                                 | |
| Mormonismus                                                   | |
| Morphismus                                                    | |
| Motorismus                                                    | seltene Bezeichnung für Autofahren v. a. als Freizeitbetätigung |
| Multikulturalismus                                            | |
| Multilateralismus                                             | |
| Multilingualismus                                             | Mehrsprachigkeit |
| Munizipalismus                                                | |
| Mussolinismus                                                 | |
| Mutismus                                                      | Kommunikationsstörung (Medizin) - Akinetischer Mutismus - Selektiver Mutismus |
| Mutualismus - Mutualismus (Biologie) - Mutualismus (Ökonomie) | |
| Mystizismus                                                   | |

### N
| -ismus                                            | Bedeutung sowie Variationen |
| ------------------------------------------------- | --- |
| Nagualismus                                       | Religion: Schutzgeist in Tier- und Pflanzengestalt |
| Narzissmus (Sonderform!)                          | |
| Nasserismus                                       | |
| Nationalismus                                     | - Anationalismus - Anti-Nationalismus - Arabischer Nationalismus - Aserbaidschanischer Nationalismus - Christlicher Nationalismus - Deutscher Nationalismus - Ethno-Nationalismus - Femo-Nationalismus - Hindu-Nationalismus - Homo-Nationalismus - Hyper-Nationalismus - Integraler Nationalismus - Internationalismus - Japanischer Nationalismus - Klima-Nationalismus - Links-Nationalismus - Neo-Nationalismus - Post-Nationalismus - Radikaler Nationalismus - Soldatischer Nationalismus - Sprach-Nationalismus - Supra-Nationalismus - Türkischer Nationalismus - Ultra-Nationalismus - Ultrarechter Nationalismus - Völkischer Nationalismus |
| National-Anarchismus                              | |
| National-Bolschewismus                            | |
| Nationaler Sozialismus                            | |
| National-Kommunismus                              | |
| National-Konservatismus/National-Konservativismus | |
| National-Liberalismus                             | |
| National-Neutralismus                             | |
| National-Pazifismus                               | |
| National-Protestantismus                          | |
| National-Sozialismus                              | |
| National-Syndikalismus                            | |
| Nativismus (Begriffklärungs-Seite)                | - Nativismus (Psychologie) - Nativismus (Sozialwissenschaften) - Philosophischer Nativismus |
| Naturalismus (Begriffklärungs-Seite)              | Geisteshaltungen in Philosophie, Literatur, Musik, bildende Kunst - Naturalismus (Philosophie) - Naturalismus (Literatur) - Naturalismus (Theater) - Naturalismus (bildende Kunst) - Naturalismus und Realismus in Lateinamerika - Supra-Naturalismus |
| Nazismus                                          | |
| Negationismus                                     | die Leugnung von Völkermorden |
| Negativer Parlamentarismus                        | |
| Negativer Utilitarismus                           | |
| Negativismus (Begriffklärungs-Seite)              | - Negativismus (Kritischer Rationalismus) - Negativismus (Psychiatrie) |
| Neo-Absolutismus                                  | |
| Neo-Anarchismus                                   | |
| Neo-Behaviorismus                                 | |
| Neo-Buddhismus                                    | |
| Neo-Dadaismus                                     | |
| Neo-Daoismus                                      | |
| Neo-Darwinismus                                   | Weiterentwickelte Form des Darwinismus zur Erklärung des Artenwandels |
| Neo-Evolutionismus                                | |
| Neo-Expressionismus                               | |
| Neo-Faschismus                                    | |
| Neo-Feudalismus                                   | |
| Neo-Fichteanismus                                 | |
| Neo-Formalismus                                   | |
| Neo-Fundamentalismus                              | |
| Neo-Fundamentalismus (Islam)                      | |
| Neo-Funktionalismus                               | |
| Neogarrettismus                                   | |
| Neo-Ghibellinismus                                | |
| Neo-Gramscianismus                                | |
| Neo-Guelfismus                                    | |
| Neo-Hanbalismus (Begriffklärungs-Seite)           | |
| Neo-Hinduismus                                    | |
| Neo-Historismus                                   | |
| Neoismus                                          | |
| Neo-Imperialismus                                 | |
| Neo-Impressionismus                               | |
| Neo-Islamismus nach dem Arabischen Frühling       | |
| Neo-Kantianismus                                  | |
| Neo-Keynesianismus                                | |
| Neo-Klassizismus (Begriffklärungs-Seite)          | - Neoklassizismus (Ballett) - Neoklassizismus (bildende Kunst) - Neoklassizismus (Musik) - Neoklassizismus (Wirtschaft) |
| Neo-Kolonialismus                                 | |
| Neo-Konfuzianismus                                | |
| Neo-Konservatismus/Neo-Konservativismus           | - Neokonservatismus in Japan - Neokonservativismus in den USA |
| Neo-Konventionalismus                             | |
| Neo-Korporatismus                                 | |
| Neo-Kreationismus                                 | |
| Neo-Lamarckismus                                  | |
| Neoliberaler Institutionalismus                   | |
| Neo-Liberalismus                                  | - Neoliberalismus (Internationale Beziehungen) |
| Neologismus                                       | |
| Neo-Luddismus                                     | |
| Neo-Malthusianismus                               | |
| Neo-Marxismus                                     | |
| Neo-Merkantilismus                                | |
| Neo-Modernismus                                   | |
| Neo-Nationalismus                                 | |
| Neo-Nazismus                                      | - Neonazismus in Jena |
| Neo-Osmanismus                                    | |
| Neo-Paganismus                                    | |
| Neo-Paternalismus                                 | |
| Neo-Patrimonialismus                              | |
| Neo-Patriotismus                                  | |
| Neo-Pentekostalismus                              | |
| Neo-Plastizismus                                  | |
| Neo-Platonismus                                   | |
| Neo-Positivismus                                  | |
| Neo-Pragmatismus                                  | |
| Neo-Primitivismus                                 | |
| Neo-Prohibitionismus                              | |
| Neo-Rassismus                                     | |
| Neo-Realismus (Begriffklärungs-Seite)             | - Italienischer Neorealismus - Neorealismus (Internationale Beziehungen) |
| Neo-Ricardianismus                                | |
| Neo-Romantismus                                   | |
| Neo-Schamanismus                                  | |
| Neo-Semantismus                                   | |
| Neo-Slawismus                                     | |
| Neo-Stalinismus                                   | |
| Neo-Stoizismus                                    | |
| Neo-Strukturalismus (Wirtschaftstheorie)          | |
| Neo-Taoismus                                      | |
| Neo-Totalitarismus                                | |
| Neo-Traditionalismus                              | |
| Neo-Verismus                                      | |
| Neo-Vitalismus                                    | |
| Neo-Zapatismus                                    | |
| Neo-Zionismus                                     | |
| Nepotismus                                        | |
| Neuer Realismus (Begriffklärungs-Seite)           | |
| Neufichteanismus                                  | |
| Neukantianismus                                   | |
| Neukeynesianismus                                 | |
| Neuplatonismus                                    | Richtung des Platonismus, einer philosophischen Lehre, die ursprünglich auf Platon zurückgeht. |
| Neurealismus                                      | obwohl teilweise selbst so bezeichnet, nicht mit Neorealismus zu verwechseln |
| Neuropsychismus                                   | |
| Neurotizismus                                     | |
| Neurozentrismus                                   | |
| Neuthomismus                                      | Aufrechterhaltung und Erneuerung der Philosophie des Thomas von Aquin |
| Neutralismus (Begriffklärungs-Seite)              | |
| Neutribalismus                                    | - Methodischer Neutralismus - Neutralismus (Internationale Politik) |
| Nezessitarismus                                   | Notwendigkeitslehre |
| Nichtdeterminismus                                | |
| Nihilismus                                        | Weltsicht, die die Existenz der Wirklichkeit bzw. die Geltung sämtlicher (ontologischer und ethischer) Ordnungen verneint |
| Nikonismus                                        | |
| Noahidismus                                       | |
| Nominalismus (Begriffklärungs-Seite)              | Philosophie: Lehre, die dem Allgemeinen weder in der Dingwelt noch im Denken eine Existenz zugesteht |
| Non-Konformismus                                  | |
| Non-Theismus                                      | |
| Normalismus                                       | |
| Notwendigkeitsismus (Necessitarianism)            | |
| Norwegismus                                       | Übernahme von Wörtern aus der norwegischen Sprache |
| Nudismus                                          | |

### O
| -ismus                                   | Bedeutung sowie Variationen |  |
| ---------------------------------------- | --- |  |
| Objektivismus (Begriffklärungs-Seite)    | in der Philosophie eine Position, die im Gegensatz zum Subjektivismus die Bildung von Begriffen und Wahrheits- und Geltungsbedingungen von Sätzen an die Eigenschaften von Objekten, nicht an Eigenschaften des urteilenden Subjekts, knüpft. - Objektivismus (Ayn Rand) |  |
| Obskurantismus                           | |  |
| Ockhamismus (auch „Occamismus“)          | siehe auch Wilhelm von Ockham |  |
| Odinismus                                | |  |
| Ökofaschismus                            | |  |
| Ökofeminismus                            | |  |
| Ökoismus                                 | |  |
| Ökologismus                              | |  |
| ökonomischer Utilitarismus               | |  |
| Ökonomismus                              | |  |
| Okkasionalismus (auch „Occasionalismus“) | |  |
| Okkultismus                              | |  |
| Okzidentaler Rationalismus               | |  |
| Okzidentalismus                          | |  |
| Oligarchismus                            | |  |
| Olympismus                               | |  |
| Operaismus                               | |  |
| Operationalismus                         | |  |
| Opportunismus                            | Lebenseinstellung: die zweckmäßige Anpassung an die jeweilige Situation beziehungsweise Lage |  |
| Optimismus                               | Lebenseinstellung: eine Lebensauffassung, in der die Welt oder eine Sache von der besten Seite betrachtet wird |  |
| Oralismus                                | Philosophie in der Pädagogik mit tauben Kindern, worauf die exklusive Erlernung der Lautsprache betont wird und Gebärdensprache unterdrückt wird |  |
| Orbánismus                               | Politische Ideologie, Regierungsstil bzw. Regierungssystem von Viktor Orbán |  |
| Organismus                               | Lebewesen bzw. System von Organen |  |
| Organizismus                             | |  |
| Originalismus                            | |  |
| Orientalismus                            | |  |
| Ostrazismus (Scherbengericht)            | |  |
| Orthodoxismus                            | |  |
| Ozeanismus                               | |  |

### P
| -ismus                                                | Bedeutung sowie Variationen |
| ----------------------------------------------------- | --- |
| Pädovestismus                                         | Sich wie ein Kind anziehen |
| Paganismus                                            | Heidentum |
| Paläo-Konservatismus                                  | |
| Paläo-Libertarismus                                   | |
| Paläo-Magnetismus                                     | |
| Pan-Afrikanismus                                      | Politik: das Streben nach Vereinigung aller afrikanischen Völker |
| Pan-Amerikanismus                                     | |
| Pan-Arabismus                                         | Politik: das Streben nach Vereinigung aller arabischen Staaten |
| Pan-Archismus                                         | |
| Pan-Asianismus                                        | |
| Pan-Asiatismus                                        | |
| Pan-Babylonismus                                      | |
| Pan-Deismus                                           | Religion |
| Pan-Entheismus                                        | Religion |
| Pan-Europäismus                                       | siehe dazu auch Kategorie:Paneuropäismus |
| Pan-Germanismus                                       | Politik: das Streben nach Vereinigung aller Deutsch sprechenden Völker |
| Pan-Italianismus/Italienischer Irredentismus          | |
| Pan-Logismus                                          | Lehre, nach der alle Wirkliche vernünftig sei |
| Pan-Slawismus                                         | Politik: das Streben nach Vereinigung aller slawischen Völker |
| Pan-Psychismus                                        | Theorie, der zufolge alle existenten Objekte seelische bzw. geistige Eigenschaften besitzen |
| Pan-Theismus                                          | Religion |
| Pan-Tragismus                                         | |
| Pan-Turanismus                                        | |
| Pan-Turkismus                                         | |
| Papismus                                              | Religion: Hervorhebung und Betonung des Papsttums |
| Parallelismus                                         | Ähnlichkeit einander räumlich naher Textstrukturen oberhalb der Wortebene |
| Parasitismus                                          | - Hyper-Parasitismus - Sozial-Parasitismus |
| Parlamentarismus                                      | Politik: Ordnungsprinzip, siehe auch negativer Parlamentarismus |
| Parsismus                                             | Religion: die Lehre Zarathustras, die Religion der Parsen, s. Zoroastrismus |
| Partikularismus                                       | Zustand oder Konzept politischer Systeme, bei dem kleinere Einheiten dem Ganzen gegenüber ihre Interessen und Rechte vorrangig durchsetzen können oder dieses zumindest beanspruchen |
| Paternalismus                                         | Herrschaftsordnung, die ihre Autorität auf eine vormundschaftliche Beziehung zwischen herrschenden und beherrschten Personen begründet - Kolonialer Paternalismus - Medialer Paternalismus - Neo-Paternalismus - Wohlfahrts-Paternalismus |
| Pathozentrismus                                       | |
| Patrimonialismus                                      | |
| Patriotismus                                          | Politik: die Liebe zum eigenen Vaterland |
| Pauperismus                                           | |
| Pauschalismus                                         | |
| Pazifismus                                            | Philosophie und Politik: Gewaltlosigkeit, die Ablehnung des Krieges - Anarchistischer Pazifismus / Anarcho-Pazifismus - Atom- oder Nuklearpazifismus - Bürgerlicher Pazifismus - National-Pazifismus - Radikaler Pazifismus - Religiöser Pazifismus - Revolutionärer Pazifismus - Wissenschaftlicher oder organisatorischer Pazifismus                                                         |
| Pedantismus                                           | |
| Pelagianismus                                         | Religion: die Lehre des Pelagius |
| Pentekostalismus & Neo-Pentekostalismus               | |
| Perfektionismus (Begriffklärungs-Seite)               | das Streben nach Perfektion - Perfektionismus (Philosophie) eine ethische Richtung der Philosophie - Perfektionismus (Psychologie), ein psychologisches Konstrukt |
| Peronismus                                            | Politik von oder im Sinne von Juan Perón |
| Personalismus                                         | Philosophische Richtung, die das Personsein des Menschen als Kern des Humanismus sieht |
| Personismus                                           | |
| Perspektivismus                                       | Philosophische Lehre, die besagt, dass die Wirklichkeit von Standpunkt und Eigenschaften des betrachtenden Individuums abhängig ist |
| Pessimismus                                           | die Neigung dazu, in allem eine Entwicklung zum Schlechteren zu sehen |
| Phänomenalismus                                       | Philosophische Lehre, nach der sich die Erkenntnis auf die Phänomene bzw. Erscheinungen zu beschränken habe. |
| Phallogozentrismus                                    | |
| Phallozentrismus                                      | |
| Phonozentrismus                                       | |
| Phraseologismus                                       | |
| Philanthropismus                                      | |
| Philitismus                                           | [ 20 ] [ 21 ] |
| Philosemitismus                                       | Judenfreundlichkeit |
| Physikalismus (Begriffklärungs-Seite)                 | |
| Physiozentrismus                                      | |
| Piebaldismus                                          | |
| Picazismus                                            | Synonym für die Pica-Krankheit, alternative Schreibweise Pikazismus |
| Pietismus                                             | fromme Innerlichkeit betonende, das Weltliche ablehnende Spielart des Protestantismus - Hallischer Pietismus - Radikaler Pietismus - Reformierter Pietismus |
| Plattformismus                                        | |
| Platonismus                                           | Philosophie: die Lehre des altgriechischen Philosophen Platon |
| Pluralismus (Begriffklärungs-Seite)                   | - Ethno-Pluralismus - Kultur-Pluralismus - Pluralismus (Politik), die Koexistenz von verschiedenen Interessen und Lebensstilen in einer Gesellschaft - Pluralismus (Philosophie), Positionen in der Philosophie, die eine Vielzahl grundlegender und irreduzibler Ebenen in der Welt annehmen - Religionstheologischer Pluralismus, eine Form der theologischen Beurteilung anderer Religionen |
| Pointillismus                                         | Malstil |
| Polonismus                                            | Übernahme von Wörtern aus der polnischen Sprache |
| Polytheismus                                          | Religion: eine Religion mit mehreren Göttern |
| Polyzentrismus                                        | |
| Populismus                                            | Politik: das Streben nach Anbiederung beim Volk |
| Positivismus                                          | siehe auch Logischer Empirismus |
| Post-Anarchismus                                      | |
| Post-Autismus                                         | |
| Post-Feminismus                                       | |
| Post-Fordismus                                        | |
| Post-Humanismus                                       | |
| Post-Impressionismus                                  | |
| Post-Keynesianismus                                   | |
| Post-Kolonialismus                                    | |
| Post-Kommunismus                                      | |
| Post-Marxismus                                        | |
| Post-Minimalismus                                     | |
| Post-Modernismus                                      | |
| Post-Nationalismus                                    | |
| Post-Operaismus                                       | |
| Post-Positivismus                                     | |
| Post-Positivismus (Internationale Beziehungen)        | |
| Post-Pubertärer Zwangs-Vulgarismus                    | |
| Post-Sowjetischer Marxismus                           | |
| Post-Sozialismus                                      | |
| Post-Stalinismus                                      | |
| Post-Strukturalismus                                  | |
| Post-Translationaler Mechanismus                      | |
| Präadamismus                                          | |
| Präanimismus                                          | |
| Präfaschismus                                         | |
| Präferenzutilitarismus                                | |
| Prähistorischer Schamanismus                          | |
| Prämillenarismus/Prämillennarismus/Prämillennialismus | |
| Präraffaelismus                                       | |
| Präsentismus                                          | - Präsentismus (Moral) - Präsentismus (Philosophie) |
| Präsidentialismus                                     | |
| Präsidialismus                                        | |
| Präskriptivismus                                      | |
| Prätorianismus                                        | |
| Präterismus                                           | |
| Prätribulationismus                                   | |
| Präventiver Journalismus                              | |
| Präzisionismus                                        | |
| Pragmatismus                                          | Umgangssprachlich: ein Verhalten, das sich nach bekannten situativen Gegebenheiten richtet, wodurch das praktische Handeln über die theoretische Vernunft gestellt wird. Wissenschaftlich: philosophische Tradition, die davon ausgeht, dass der Gehalt einer Theorie von deren praktischen Konsequenzen her bestimmt werden soll.                                                             |
| Pragmatizismus                                        | |
| Presbyterianismus                                     | |
| Priapismus                                            | |
| Primatismus                                           | |
| Primitivismus                                         | - Anarcho-Primitivismus - Neo-Primitivismus - Primitivismus (Kunst) - Primitivismus (Altertumswissenschaft) |
| Progressivismus                                       | |
| Pronatalismus                                         | eine Philosophie, die die menschliche Reproduktion befürwortet |
| Proprietarismus                                       | |
| Protestantismus                                       | Religion: die protestantische (evangelische) Lehre |
| Psychoanalytisch orientierter Feminismus              | |
| Psychologismus                                        | |
| Psychophysischer Parallelismus                        | Lehre, nach der zwischen psychischen und physischen Phänomenen eine Ereignisparallelität besteht |
| Puritanismus                                          | Religion: eine sittenstrenge Richtung innerhalb des Protestantismus |
| Putinismus                                            | Politische Ideologie, Regierungsstil bzw. Regierungssystem von Wladimir Wladimirowitsch Putin |
| Putschismus                                           | |

### Q
| -ismus     | Bedeutung sowie Variationen                                                                                    |
| ---------- | --- |
| Quantismus | Philosophische Theorie aus der Kunst                                                                           |
| Quietismus | Religion und Philosophie: eine Lehre, die die Weltabgewandtheit und die innere Ruhe betont; Vita contemplativa |

### R
| -ismus                                      | Bedeutung sowie Variationen |
| ------------------------------------------- | --- |
| Radikalismus                                | Einstellung, die grundlegende Veränderungen an einer herrschenden Ordnung anstrebt und Probleme „an der Wurzel“ beginnend möglichst umfassend lösen will. |
| Radikaler Behaviorismus                     | |
| Radikaler Feminismus / Radikalfeminismus    | |
| Radikaler Konstruktivismus                  | Position der Erkenntnistheorie, nach der jede Wahrnehmung vollständig subjektiv und die Realität daher nicht (objektiv) erkennbar, sondern vollständig von jedem Einzelnen konstruiert sei. |
| Radikaler Nationalismus                     | |
| Radikaler Pietismus                         | Form des Pietismus, nach der das wahres Christentum nur außerhalb der verfassten Kirche gelebt werden könne. |
| Raelismus                                   | |
| Rätekommunismus                             | |
| Raschismus                                  | |
| Rassismus                                   | |
| Rastafarianismus                            | |
| Rationalismus                               | - Kritischer Rationalismus - Okzidentaler Rationalismus - Rationalismus (Italien) - Theologischer Rationalismus |
| Raumismus                                   | Ideologie, die die Esperanto-Bewegung lediglich als Diaspora verstehen will; Gegenbegriff zu Finvenkismus, der als Ziel Esperanto als weltweite Zweitsprache ansieht |
| Realismus                                   | - Anti-Realismus - Begriffs-Realismus - Gemäßigter Realismus - Hypothetischer Realismus - Konstruktiver Realismus - Kritischer Realismus - Modaler Realismus - Naiver Realismus - Neorealismus (Internationale Beziehungen) - Neurealismus - Sozialistischer Realismus - Spekulativer Realismus - Surrealismus                                                                               |
| Rechts-Extremismus                          | - Rechtsextremismus-Datei-Gesetz - Rechtsextremismus im Internet - Rechtsextremismus in der Bundesrepublik Deutschland - Rechtsextremismus in der Bundeswehr - Rechtsextremismus in der DDR - Rechtsextremismus in der Schweiz - Rechtsextremismus in der Türkei - Rechtsextremismus in Japan - Rechtsextremismus in Jena - Rechtsextremismus in Österreich - Rechtsextremismus und Esoterik |
| Rechts-Konservatismus                       | |
| Rechts-Liberalismus                         | |
| Rechts-Populismus                           | |
| Rechts-Positivismus                         | |
| Rechts-Radikalismus (Begriffklärungs-Seite) | |
| Reduktionismus                              | Lehre, nach der ein System durch seine Einzelbestandteile vollständig bestimmt wird, also auf sie reduziert werden kann |
| Reformismus                                 | |
| Regionalismus                               | - Bioregionalismus - Kritischer Regionalismus - Regionalismus (Architektur) |
| Regio-Zentrismus                            | |
| Reismus                                     | |
| Relativismus                                | Lehre, nach der Maßstäbe (etwa ethische oder erkenntnistheoretische) von Kultur zu Kultur bzw. von Person zu Person unterschiedlich seien - Kultur-Relativismus - Moralischer Relativismus - Werterelativismus |
| Religion des Positivismus                   | |
| Religiöser Zionismus                        | |
| Republikanismus                             | |
| Retifismus                                  | veraltet für Schuhfetischismus |
| Retro-Futurismus                            | Historische Vorstellungen der Zukunft |
| Revanchismus                                | |
| Revisionismus                               | - Geschichtsrevisionismus - Kolonialrevisionismus - Revisionismus (Völkerrecht) |
| Revisionistischer Maximalismus              | |
| Revisionistischer Zionismus                 | |
| Rexismus                                    | |
| Rheumatismus                                | |
| Rhotazismus                                 | Lautwandel eines Konsonanten zu r |
| Rigorismus                                  | |
| Ritualismus (Begriffklärungs-Seite)         | |
| Rodismus                                    | |
| Romanismus                                  | |
| Romantizismus                               | |
| Royalismus                                  | |
| Russizismus                                 | Übernahme von Wörtern aus der russischen Sprache und übernommene Wörter |

### S
| -ismus                                                        | Bedeutung sowie Variationen |
| ------------------------------------------------------------- | --- |
| Sabbatianismus                                                | |
| Sadismus                                                      | Lust-Empfinden daran haben, anderen Leid zuzufügen |
| Säkularismus                                                  | Weltanschauung, die sich auf die Diesseitigkeit beschränkt, d. h. metaphysische Aspekte vollständig ausklammert |
| Saint-Simonismus                                              | |
| Salafismus                                                    | |
| Salazarismus                                                  | |
| Sanfter Despotismus                                           | |
| Sarmatismus                                                   | |
| Satanismus                                                    | |
| Sauglattismus                                                 | Abwertende und moralisierende Bezeichnung im Schweizer Hochdeutsch für eine inhaltslose Sache, die auf einen vermeintlichen Spaßfaktor reduziert ist. Abwertend für Spassgesellschaft und für oberflächliches, beliebiges Auftreten. |
| Schamanismus                                                  | - Komplexschamanismus - Neo-Schamanismus - Prähistorischer Schamanismus |
| Scientismus                                                   | auch Szientismus oder Szientizismus: Lehre, nach der sich alle (sinnvollen) Fragen wissenschaftlich behandeln bzw. beantworten lassen |
| Sebastianismus                                                | |
| Sedisvakantismus                                              | |
| Sektarismus                                                   | |
| Semantischer Externalismus                                    | |
| Semantischer Nominalismus                                     | |
| Semipelagianismus                                             | |
| Semitismus                                                    | ursprünglich sprachwissenschaftlicher Begriff, später ideologisch verallgemeinert für jüdischen Hintergrund |
| Sensationalismus                                              | |
| Sensualismus                                                  | Philosophische Strömung, nach der die Erkenntnis ausschließlich auf der individuellen sinnlichen Wahrnehmung basiere. |
| Sentientismus                                                 | |
| Separatismus (Begriffklärungs-Seite)                          | |
| Sexismus                                                      | Diskriminierung von Menschen auf Grund ihres Geschlechts |
| Sexueller Fetischismus                                        | |
| Shintoismus                                                   | Die verbreitetste Religion in Japan. |
| Sigmatismus                                                   | |
| Sikhismus                                                     | |
| Siloismus                                                     | |
| Singularismus                                                 | philosophische Lehre, nach der es keine eigenständigen Einzelphänomene gibt, weil die Welt eine Einheit bildet |
| Sinozentrismus                                                | |
| Situationismus (Begriffklärungs-Seite)                        | - das Konzept der Situationistischen Internationalen - ein Denkmodell der Psychologie, als Antonym zu Personismus |
| Skandinavismus                                                | |
| Skeptizismus                                                  | Prinzipielle Infragestellung oder Bestreitung der Möglichkeit zur Erkenntnis der Wirklichkeit bzw. Wahrheit |
| Slavozentrismus                                               | |
| Slawismus                                                     | |
| Sofortismus                                                   | |
| Solipsismus                                                   | These, nach der nur das eigene Ich existiert |
| Somnambulismus                                                | |
| Solutionismus                                                 | |
| Sonyismus                                                     | |
| Sophismus                                                     | |
| Souveränismus                                                 | |
| Sozial-Chauvinismus                                           | |
| Sozial-Darwinismus                                            | |
| Sozialfaschismusthese                                         | |
| Sozial-Imperialismus                                          | |
| Sozial-Liberalismus                                           | |
| Sozial-Parasitismus                                           | |
| Sozialismus                                                   | - Afrikanischer Sozialismus - Antiautoritärer Sozialismus - Arabischer Sozialismus - Christlicher Sozialismus - Demokratischer Sozialismus - Fabianischer Sozialismus - Katheder-Sozialismus - Konkurrenz-Sozialismus - Liberaler Sozialismus (Begriffklärungs-Seite) - Nationaler Sozialismus - National-Sozialismus - Post-Sozialismus - Realsozialismus (auch: real existierender Sozialismus) - Religiöser Sozialismus - Staatssozialismus - Utopischer Sozialismus - Wissenschaftlicher Sozialismus |
| Sozialistischer Feminismus                                    | auch Marxistischer Feminismus |
| Sozial-Konservatismus                                         | |
| Sozial-Parasitismus                                           | |
| Soziobiologismus                                              | |
| Soziologismus                                                 | |
| Soziozentrismus                                               | |
| Speziesismus                                                  | |
| Speziezentrismus                                              | |
| Spinozismus                                                   | Bezeichnung für die Lehren des niederländischen Philosophen Baruch de Spinoza. |
| Spiritismus                                                   | Beschwörung von Geistern bzw. Geistwesen |
| Spiritualismus (Begriffklärungs-Seite)                        | - Spiritualismus (Philosophie) - Spiritualismus (Theologie) |
| Spiritueller Feminismus                                       | |
| Spoonerismus                                                  | |
| Sprach-Chauvinismus                                           | |
| Sprach-Imperialismus                                          | |
| Sprach-Nationalismus                                          | |
| Sprach-Patriotismus                                           | |
| Staats-Atheismus                                              | |
| Staats-Feminismus                                             | |
| Staats-Interventionismus                                      | |
| Staats-Kapitalismus                                           | |
| Staatsmonopolkapitalismus/Staatsmonopolistischer Kapitalismus | |
| Staats-Shintoismus                                            | |
| Staats-Sozialismus                                            | |
| Staats-Terrorismus                                            | |
| Stalinismus                                                   | - Neo-Stalinismus - Post-Stalinismus |
| Stoizismus                                                    | Lehrrichtung, die sich auf die Stoa gründet |
| Strasserismus                                                 | |
| Struktur-Funktionalismus                                      | |
| Strukturalismus                                               | - Generative Grammatik und Strukturalismus - Neostrukturalismus (Wirtschaftstheorie) - Poststrukturalismus - Strukturalismus (Architektur) - Strukturalismus (Wirtschaftstheorie) |
| Struktur-Konservatismus/Struktur-Konservativismus             | |
| Struktur-Pazifismus                                           | |
| Subjektivismus                                                | Lehre, nach der Erkennen und Handeln hauptsächlich oder sogar ausschließlich subjektiv gerechtfertigt oder begründet werden könne |
| Substanzialismus                                              | |
| Sufismus                                                      | |
| Super-Imperialismus                                           | |
| Superlativismus                                               | |
| Super-Paramagnetismus                                         | |
| Super-Modernismus                                             | |
| Super-Naturalismus                                            | |
| Super-Organismus                                              | |
| Super-Zessionismus                                            | |
| Supra-Nationalismus                                           | |
| Supra-Naturalismus                                            | |
| Surrealismus                                                  | |
| Syllogismus                                                   | |
| Symbolischer Interaktionismus                                 | |
| Symbolismus (Begriffklärungs-Seite)                           | - kognitiver Vorgang, siehe Symbol - literarische Richtung, siehe Symbolismus (Literatur) - Sammelbezeichnung unterschiedlicher Strömungen in der bildenden Kunst des ausgehenden 19. Jahrhunderts, siehe Symbolismus (bildende Kunst) - klassische Ansatz in der KI-Forschung, siehe künstliche Intelligenz - zeitgenössische Musikrichtung, siehe Symbolismus (Musik) |
| Synchronismus                                                 | |
| Syndikalismus                                                 | |
| Synkretismus                                                  | Synthese von Ideen oder Lehren zu einem neuen System |
| Szientismus                                                   | Lehre, nach der sich alle (sinnvollen) Fragen wissenschaftlich behandeln bzw. beantworten lassen |

### T
| -ismus                                   | Bedeutung sowie Variationen |
| ---------------------------------------- | --- |
| Tachismus                                | |
| Talmudismus                              | siehe Talmud |
| Tantrismus                               | |
| Taoismus                                 | |
| Taylorismus                              | |
| Teilhardismus                            | siehe Pierre Teilhard de Chardin |
| Tengrismus                               | früherer Glaube türkischer und mongolischer Völker Zentralasiens |
| Terminismus                              | |
| Territorialismus                         | |
| Terrorismus                              | Kriminelle Gewaltaktionen, mit denen politische, religiöse oder ideologische Ziele erreicht werden sollen |
| Teutonismus                              | |
| Textualismus                             | Denkschule, die eine wortgetreue Auslegung von Verfassung und Gesetzen befürwortet. |
| Thatcherismus                            | |
| Theismus                                 | Lehre, nach der Gott Schöpfer der Welt ist, sie erhält und auch lenkend in sie eingreift; siehe auch Monotheismus. |
| Theodismus                               | |
| Theo-Konservatismus                      | eine politische Philosophie, die hauptsächlich mit den Vereinigten Staaten und deren Christlichen Rechten in Verbindung gebracht wird |
| Theo-Logismus                            | |
| Theo-Paschitismus                        | |
| Theo-Sophismus                           | siehe Theosophie |
| Theo-Zentrismus                          | Lehre, nach der Gott das Zentrum der Wirklichkeit bildet |
| Thomismus                                | Lehrrichtung, die sich an die Werke des Thomas von Aquin anschließt |
| Titoismus                                | Politik von oder im Sinne von Josip Broz Tito |
| Tokenismus                               | |
| Tolstoianismus                           | |
| Topozentrismus                           | |
| Totalitarismus                           | - Invertierter Totalitarismus - Neo-Totalitarismus |
| Totemismus                               | Ethnologie bzw. Religion: Glaubensvorstellungen in Verbindung zu Totems |
| Tourismus                                | |
| Toyotismus                               | |
| Traditionalismus (Begriffklärungs-Seite) | - allgemein Bestrebungen, sich auf Traditionen zu berufen bzw. sie wiederzubeleben - Katholischer Traditionalismus - Neo-Traditionalismus - Strenger Traditionalismus, eine alternative Bezeichnung für die theologische Richtung des Fideismus - Traditionalismus (Philosophie) - Traditionalismus (Architektur) |
| Traduzianismus                           | |
| Transhumanismus                          | Philosophische Denkrichtung, die die Grenzen menschlicher Möglichkeiten durch den Einsatz technologischer Verfahren erweitern will. |
| Transmontanismus                         | |
| Transvestitismus                         | |
| Transvestitischer Fetischismus           | |
| Transzendentalismus                      | |
| Transzendentalpragmatismus               | siehe Transzendentalpragmatik und Transzendentalphilosophie |
| Trialismus                               | |
| Tribalismus                              | Sichtweise der Gesellschaft als eine Menge kleinerer Gemeinschaften, der Stämme |
| Trichotomismus                           | siehe dazu auch Trichotomie |
| Tritheismus                              | Drei-Götter-Lehre |
| Triumphalismus                           | |
| Trivialismus                             | |
| Trotzkismus                              | Politik von oder im Sinne von Leo Trotzki |
| Trumpismus                               | Politische Ideologie bzw. Regierungsstil Donald Trumps |
| Turanismus                               | |
| Turkismus                                | - Anti-Turkismus - Pan-Turkismus |
| Turzismus                                | türkische Lehnwörter in einer Sprache |
| Tutiorismus                              | |
| Tychismus                                | Zufallstheorie von Charles S. Peirce |

### U
| -ismus                                 | Bedeutung sowie Variationen |
| -------------------------------------- | --- |
| Überwachungskapitalismus               | |
| Ultra-Finitismus/Ultra-Intuitionismus  | |
| Ultra-Imperialismus                    | |
| Ultraismus                             | |
| Ultra-Liberalismus                     | |
| Ultra-Montanismus                      | |
| Ultra-Nationalismus                    | |
| Ultrapotassischer Magmatismus          | |
| Ultrarechter Nationalismus             | |
| Umweltaktivismus                       | |
| Unilateralismus                        | |
| Unionismus (Begriffklärungs-Seite)     | - Trade-Unionismus - Unionismus (Gewerkschaft), eine Strömung des revolutionären Syndikalismus - Unionismus (Irland), Vereinigungsbestrebungen mit Großbritannien in Irland bzw. Nordirland - Unionismus (Protestantismus), Vereinigung getrennter protestantischer Kirchen |
| Universalienrealismus                  | siehe dazu auch Universalienproblem |
| Universalismus (Begriffklärungs-Seite) | - Universalismus (Konfession) - Universalismus (Philosophie) - Universalismus (Religionswissenschaft) |
| Urbanismus                             | |
| Utilitarismus                          | Zweckorientierte Ethiksichtweise mit dem Ziel, die Summe des Wohlergehens aller Betroffenen zu maximieren - Interessen-Utilitarismus/ökonomischer Utilitarismus/Präferenz-Utilitarismus - negativer Utilitarismus                                                           |
| Utopismus                              | |

### V
| -ismus                              | Bedeutung sowie Variationen                                                                                            |
| ----------------------------------- | --- |
| Vaginismus                          | Scheidenkrampf |
| Vatikanismus                        | politisch-religiöses Konzept des Staats Vatikanstadt                                                                   |
| Valentinianismus                    | |
| Vandalismus                         | mutwilliger Trieb zur Zerstörung fremden Eigentums                                                                     |
| Vansittartismus                     | |
| Vampirismus                         | Affinität zum Blutsaugen; wörtlich gemeint, aber auch im übertragenen Sinne                                            |
| Veganismus                          | Verzicht oder Ablehnung tierischer Produkte                                                                            |
| Vegetarismus                        | Verzicht auf Fleisch als Nahrungsmittel                                                                                |
| Verifikationismus                   | |
| Verismus                            | |
| Vigilantismus                       | |
| Vitalismus                          | Lehren, die als Grundlage alles Lebendigen eine Lebenskraft oder einen Lebensstoff als eigenständiges Prinzip annehmen |
| Völkischer Nationalismus            | |
| Voluntarismus                       | den freien Willen an den methodischen Anfang setzende Philosophie - Doxastischer Voluntarismus                         |
| Vortizismus                         | |
| Voyeurismus                         | Betrachtung nackter oder sexuell aktiver Menschen zum Zweck der Luststeigerung                                         |
| Vulgarismus (Begriffklärungs-Seite) | |
| Vulgarismus (Sprache)               | |
| Vulkanismus                         | Geologische Vorgänge und Erscheinungen, die mit Vulkanen in Zusammenhang stehen                                        |

### W
| -ismus                   | Bedeutung sowie Variationen |
| ------------------------ | --- |
| Wahhabismus              | |
| Waren-Fetischismus       | |
| Welfarismus              | |
| Werte-Relativismus       | |
| Wert-Konservatismus      | |
| Westlicher Marxismus     | |
| Whataboutismus           | Rhetorisches Ablenkungsmanöver, um von unliebsamen Themen abzulenken |
| Wintelismus              | Dieses Kofferwort bezieht sich auf das Betriebssystem Windows von Microsoft und den Chiphersteller Intel und bedeutet die Beherrschung des PC-Marktes durch die Lieferer der Komponenten. |
| Wirtschafts-Liberalismus | |
| Wohlfahrts-Chauvinismus  | |
| Wohlstands-Chauvinismus  | |
| Wokeismus                | |

### X
| -ismus         | Bedeutung sowie Variationen             |
| -------------- | --------------------------------------- |
| Xenismus       |                                         |
| Xenophobismus  | Fremdenfeindlichkeit                    |
| Xenozentrismus |                                         |
| Xiismus        | Herrschaftsstil von Xi Jinping in China |

### Y
| -ismus    | Bedeutung sowie Variationen                 |
| --------- | ------------------------------------------- |
| Ynglismus | christlich-religiöse Konfession             |
| Yogismus  | Lebensphilosophie mit Bezügen zur Yogakunst |

### Z
| -ismus                                         | Bedeutung sowie Variationen |
| ---------------------------------------------- | --- |
| Zarathustrismus/Zoroastrismus/Zoroastrianismus | Religion: die Lehre Zarathustras, die Religion der Parsen und Altpersen |
| Zentralismus                                   | ein Strukturprinzip zur Kennzeichnung einer gesellschaftlichen Raumordnung, die zentral organisiert ist |
| Zentrismus (Begriffklärungs-Seite)             | eine bestimmte Sache ins Zentrum der gesamten Weltanschauung bzw. Darstellungsweise… zu stellen - Allozentrismus - Anthropozentrismus - Autozentrismus - Biozentrismus - Chronozentrismus - Egozentrismus - Ethnozentrismus - Eurozentrismus - Geozentrismus - Germanozentrismus - Homozentrismus - Idiozentrismus - Logozentrismus - Neurozentrismus - Pathozentrismus - Phonozentrismus - Physiozentrismus - Polyzentrismus - Soziozentrismus - Theozentrismus - Xenozentrismus - Zentrismus (Marxismus)/Zentrismus (SPD) steht für das marxistische Zentrum der SPD um Kautsky Mann/Frau: - Androzentrismus - Gynozentrismus - Phallozentrismus - Phallogozentrismus regional/kontinental/nationalistisch: - Afrozentrismus - Eurozentrismus - Latinozentrismus - Regiozentrismus - Sinozentrismus - Slavozentrismus Im Bereich Religion: - Christozentrismus - Islamozentrismus - Karmazentrismus In der Astronomie: - Heliozentrismus - Topozentrismus - Baryzentrismus |
| Zionismus                                      | Nationalbewegung und Lehre, die auf einen jüdischen Nationalstaat zielt - Christlicher Zionismus - Kultur-Zionismus - Neo-Zionismus - Nietzscheanischer Zionismus - Politischer Zionismus - Praktischer Zionismus - Religiöser Zionismus - Revisionistischer Maximalismus - Revisionistischer Zionismus - Revolutionärer Zionismus - Sozialistischer Zionismus - Synthetischer Zionismus Gegnerschaft: - Antizionismus |
| Zurvanismus                                    | |
| Zynismus                                       | Haltung, die durch beißenden Spott geprägt ist und dabei oft bewusst die Gefühle anderer Personen oder gesellschaftliche Konventionen missachtet |